# Proyecto Rover
El Proyecto Rover fue un proyecto estadounidense para desarrollar un propulsor termonuclear que funcionó de 1955 a 1973 en el Laboratorio Científico de Los Álamos (LASL). Comenzó como un proyecto de las Fuerzas Aéreas de los Estados Unidos para desarrollar una etapa superior de propulsión nuclear para un misil balístico intercontinental (ICBM). El proyecto se transfirió a la NASA en 1958, después de que la crisis del Sputnik desencadenara la Carrera Espacial. Fue gestionado por la Oficina de Propulsión Nuclear Espacial (SNPO), una agencia conjunta de la Comisión de Energía Atómica (AEC) y la NASA. El Proyecto Rover pasó a formar parte del proyecto Nuclear Engine for Rocket Vehicle Application (NERVA) de la NASA y, en lo sucesivo, se ocupó de la investigación sobre el diseño de reactores nucleares para cohetes, mientras que NERVA se ocupó del desarrollo general y el despliegue de motores nucleares para cohetes, así como de la planificación de misiones espaciales.
Los reactores nucleares para el Proyecto Rover se construyeron en el Área Técnica 18 (TA-18) del LASL, también conocida como Pajarito Canyon Site. Allí se probaron a muy baja potencia y luego se enviaron al Área 25 (conocida como Jackass Flats) en el emplazamiento de pruebas de Nevada de la AEC. Las pruebas de los elementos combustibles y otras ciencias de los materiales fueron realizadas por la División N del LASL en TA-46 utilizando varios hornos y, más tarde, un reactor de pruebas personalizado, el Horno Nuclear. El Proyecto Rover dio lugar al desarrollo de tres tipos de reactores: Kiwi (1955 a 1964), Phoebus (1964 a 1969) y Pewee (1969 a 1972). Kiwi y Phoebus eran reactores grandes, mientras que Pewee era mucho más pequeño, ajustándose al menor presupuesto disponible después de 1968.
Los reactores se alimentaban con uranio altamente enriquecido, y el hidrógeno líquido se utilizaba como propulsor de cohetes y refrigerante del reactor. El grafito nuclear y el berilio se utilizaban como moderadores y reflectores de neutrones. Los motores se controlaban mediante tambores con grafito o berilio en un lado y boro (un veneno nuclear) en el otro, y el nivel de energía se ajustaba girando los tambores. Como el hidrógeno también actúa como moderador, al aumentar el flujo de propulsante también aumentaba la potencia del reactor sin necesidad de ajustar los tambores. Las pruebas del Proyecto Rover demostraron que los motores nucleares de los cohetes podían apagarse y volver a encenderse muchas veces sin dificultad, y que podían agruparse si se deseaba más empuje. Su impulso específico (eficiencia) era aproximadamente el doble que el de los cohetes químicos.
El cohete nuclear gozó de un fuerte apoyo político por parte del influyente presidente del Comité Conjunto de Energía Atómica del Congreso de los Estados Unidos, el senador Clinton P. Anderson de Nuevo México (donde se encontraba el LASL), y de sus aliados, los senadores Howard Cannon de Nevada y Margaret Chase Smith de Maine. Esto le permitió sobrevivir a múltiples intentos de cancelación que se hicieron cada vez más graves en el recorte de costes que prevaleció a medida que se intensificaba la guerra de Vietnam y después de que la carrera espacial terminara con el alunizaje del Apolo 11. Los proyectos Rover y NERVA fueron cancelados por su objeción en enero de 1973, y ninguno de los reactores llegó a volar.

## Inicios

### Primeros conceptos
Durante la Segunda Guerra Mundial, algunos científicos del Laboratorio de Los Álamos del Proyecto Manhattan, entre ellos Stan Ulam, Frederick Reines y Frederic de Hoffmann, especularon con el desarrollo de cohetes de propulsión nuclear.En 1947, Ulam y Cornelius Joseph «C. J.» Everett escribieron un artículo en el que consideraban el uso de bombas atómicas como medio de propulsión de cohetes, el cual se convirtió en la base del Proyecto Orión. En diciembre de 1945, Theodore von Karman y Hsue-Shen Tsien redactaron un informe para las Fuerzas Aéreas del Ejército de Estados Unidos. Aunque coincidían en que aún no era práctico, Tsien especulaba con la posibilidad de que algún día los cohetes de propulsión nuclear tuvieran potencia suficiente para poner satélites en órbita.
En 1947, el Laboratorio de Aerofísica de North American Aviation publicó un amplio documento en el que se analizaban muchos de los problemas que planteaba la utilización de reactores nucleares para propulsar aviones y cohetes. El estudio se centraba específicamente en un avión con una autonomía de 16.000 kilómetros y una carga útil de 3.600 kilogramos, y abarcaba las turbobombas, la estructura, los depósitos, la aerodinámica y el diseño del reactor nuclear. Se concluyó con que el hidrógeno era el mejor propulsante y que el grafito sería el mejor moderador de neutrones, pero asumieron una temperatura de funcionamiento de 3.150 °C (5.700 °F), que estaba más allá de las capacidades de los materiales disponibles. La conclusión fue que los cohetes de propulsión nuclear aún no eran prácticos.
La revelación pública de la energía atómica al final de la guerra generó una gran cantidad de especulaciones, y en el Reino Unido, Val Cleaver, ingeniero jefe de la división de cohetes de De Havilland, y Leslie Shepard, físico nuclear de la Universidad de Cambridge, consideraron independientemente el problema de la propulsión nuclear de cohetes. Ellos colaboraron y, en una serie de artículos publicados en el Journal of the British Interplanetary Society en 1948 y 1949, esbozaron el diseño de un cohete de propulsión nuclear con un intercambiador de calor de grafito de núcleo sólido. Concluyeron a regañadientes que los cohetes nucleares eran esenciales para la exploración del espacio profundo, pero que aún no eran técnicamente viables.

### Informe Bussard
En 1953, Robert W. Bussard, un físico que trabajaba en el proyecto de Energía Nuclear para la Propulsión de Aeronaves (NEPA) en el Laboratorio Nacional Oak Ridge, escribió un estudio detallado. Había leído los trabajos de Cleaver y Shepard, los de Tsien y un informe de febrero de 1952 de los ingenieros de Consolidated Vultee. Utilizó datos y análisis de cohetes químicos existentes, junto con las especificaciones de los componentes existentes. Sus cálculos se basaban en el estado actual de los reactores nucleares. Las conclusiones pesimistas del Consolidated Vultee se debían, en parte, a que sólo se había tenido en cuenta un reducido abanico de posibilidades.
El resultado, Nuclear Energy for Rocket Propulsion, afirmaba que el uso de la propulsión nuclear en cohetes no está limitado por consideraciones de energía de combustión y, por tanto, pueden utilizarse propulsores de bajo peso molecular, como el hidrógeno puro. Mientras que un motor convencional podría producir una velocidad de escape de 2.500 metros por segundo (8.300 pies/s), un motor nuclear alimentado con hidrógeno podría alcanzar una velocidad de escape de 6.900 metros por segundo (22.700 pies/s) en las mismas condiciones. Se propuso un reactor moderado por grafito debido a la capacidad del grafito para soportar altas temperaturas y concluyó que los elementos combustibles necesitarían un revestimiento protector para resistir la corrosión por el propulsante de hidrógeno.
El estudio de Bussard tuvo poca repercusión al principio, principalmente porque sólo se imprimieron 29 ejemplares y estaba clasificado como Restricted Data, por lo que sólo podía leerlo alguien con la autorización de seguridad necesaria. En diciembre de 1953, se publicó en el Journal of Reactor Science and Technology de Oak Ridge. Aunque seguía siendo clasificado, esto le dio una mayor difusión. Darol Froman, director adjunto del Laboratorio Científico de Los Álamos (LASL), y Herbert York, director del Laboratorio de Radiación de la Universidad de California en Livermore, se mostraron interesados y crearon comités para investigar la propulsión nuclear de cohetes. Froman llevó a Bussard a Los Álamos para que le ayudara durante una semana al mes.

### Aprobación
El estudio de Robert Bussard también atrajo la atención de John von Neumann, y éste formó un comité ad hoc sobre Propulsión Nuclear de Misiles. Mark Mills, director adjunto de Livermore, fue su presidente, y sus otros miembros fueron Norris Bradbury, de LASL; Edward Teller y Herbert York, de Livermore; Abe Silverstein, director asociado del Laboratorio de Propulsión de Vuelo Lewis del Comité Asesor Nacional para la Aeronáutica (NACA); y Allen F. Donovan, de Ramo-Wooldridge.
Tras escuchar las opiniones sobre varios diseños, el comité de Mills recomendó que se procediera al desarrollo, con el objetivo de producir una etapa superior nuclear para un misil balístico intercontinental (ICBM). York creó una nueva división en Livermore, y Bradbury creó otra llamada División N en Los Álamos bajo la dirección de Raemer Schreiber, para proseguir con ello. En marzo de 1956, el Proyecto de Armas Especiales para las Fuerzas Armadas (AFSWP) recomendó asignar 100 millones de dólares (1121 millones de dólares en 2023) al proyecto del motor cohete nuclear en tres años para que los dos laboratorios realizaran estudios de viabilidad y construyeran instalaciones de prueba.
Eger V. Murphree y Herbert Loper, de la Comisión de Energía Atómica (AEC), se mostraron más cautos. El programa de misiles Atlas avanzaba a buen ritmo y, si tenía éxito, tendría alcance suficiente para alcanzar objetivos en la mayor parte de la Unión Soviética. Al mismo tiempo, las cabezas nucleares eran cada vez más pequeñas, ligeras y potentes. Los argumentos a favor de una nueva tecnología que prometía cargas más pesadas y distancias más largas parecían insignificantes. Sin embargo, el cohete nuclear había adquirido un poderoso patrocinador político en el senador Clinton P. Anderson de Nuevo México (donde se encontraba el LASL), vicepresidente del Comité Conjunto de Energía Atómica (JCAE) del Congreso de Estados Unidos, que era cercano a von Neumann, Bradbury y Ulam. De esa manera se consiguió financiación.
Todo el trabajo sobre el cohete nuclear se consolidó en Los Álamos, donde se le dio el nombre en clave de Proyecto Rover; a Livermore se le asignó la responsabilidad del desarrollo del ramjet nuclear, que recibió el nombre en clave de Proyecto Pluto. El Proyecto Rover estaba dirigido por un oficial de la USAF en servicio activo de la comisión de servicio de la AEC, el teniente coronel Harold R. Schmidt. Respondía ante otro oficial de la USAF en comisión de servicio, el coronel Jack L. Armstrong, que también estaba a cargo de los proyectos Pluto y del sistema nuclear de potencia auxiliar (SNAP).

## Conceptos de diseño
En principio, el diseño de un motor cohete térmico nuclear es bastante sencillo: una turbobomba impulsaría hidrógeno a través de un reactor nuclear, donde sería calentado por el reactor a temperaturas muy elevadas y luego expulsado a través de una tobera de cohete para producir empuje. En seguida surgieron complicaciones: el primero era que había que encontrar un medio de controlar la temperatura y la potencia del reactor. En segundo lugar, había que encontrar un medio para almacenar el propulsante. La única forma práctica de almacenar hidrógeno era en forma líquida, lo que requería una temperatura inferior a 20 K (-253,2 °C). La tercera era que el hidrógeno se calentaría a una temperatura de unos 2.500 K (2.230 °C), y se necesitarían materiales que pudieran soportar tales temperaturas y resistir la corrosión por hidrógeno.

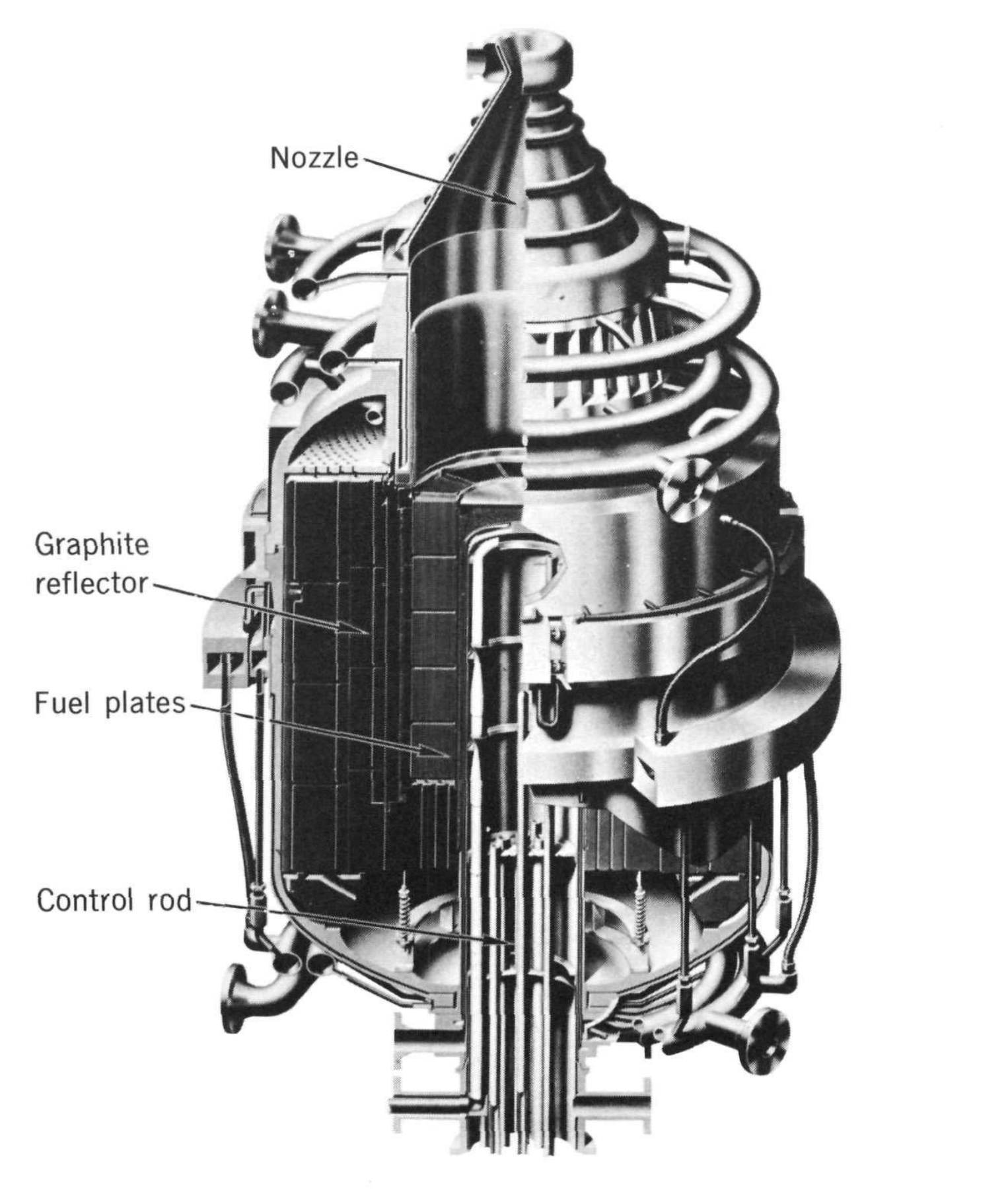
Esquema del motor cohete Kiwi.

El hidrógeno líquido era teóricamente el mejor propulsor posible, pero a principios de los años 50 era caro y sólo estaba disponible en pequeñas cantidades. En 1952, la AEC y la National Bureau of Standards habían abierto una planta cerca de Boulder (Colorado) para producir hidrógeno líquido destinado al programa de armas termonucleares. Antes de decidirse por el hidrógeno líquido, el LASL consideró otros propulsores como el metano (CH
4) y el amoníaco (NH
3). El amoníaco, utilizado en las pruebas realizadas entre 1955 y 1957, era barato, fácil de obtener, líquido a 239 K (-34 °C) y fácil de bombear y manejar. Sin embargo, era mucho más pesado que el hidrógeno líquido, lo que reducía el impulso del motor; también se descubrió que era aún más corrosivo y tenía propiedades neutrónicas indeseables.
Para el combustible, se consideraron el plutonio-239, el uranio-235 y el uranio-233. Se rechazó el plutonio porque, aunque forma compuestos con facilidad, no podían alcanzar temperaturas tan altas como las del uranio. Se consideró seriamente el uranio-233, ya que comparado con el uranio-235 es ligeramente más ligero, tiene un mayor número de neutrones por evento de fisión y una alta probabilidad de fisión. Por tanto, ofrecía la posibilidad de ahorrar algo de peso en el combustible, pero sus propiedades radiactivas lo hacían más difícil de manejar y, en cualquier caso, no era fácil conseguirlo. Por consiguiente, se optó por el uranio altamente enriquecido.
En cuanto a los materiales estructurales del reactor, se optó por el grafito o los metales. Entre los metales, el tungsteno era el preferido, pero era caro, difícil de fabricar y tenía propiedades neutrónicas indeseables. Para evitar sus propiedades neutrónicas, se propuso utilizar tungsteno-184, que no absorbe neutrones. Se eligió el grafito por ser barato, reforzarse a temperaturas de hasta 3.300 K (3.030 °C) y sublimarse en lugar de fundirse a 3.900 K (3.630 °C).
Para controlar el reactor, el núcleo estaba rodeado de tambores de control recubiertos de grafito o berilio (un moderador de neutrones) por un lado y de boro (un veneno de neutrones) por el otro. La potencia del reactor podía controlarse haciendo girar los tambores. Para aumentar el empuje, basta con aumentar el flujo de propulsante. El hidrógeno, ya sea en estado puro o en un compuesto como el amoníaco, es un moderador nuclear eficaz, y al aumentar el flujo también aumenta la velocidad de las reacciones en el núcleo. Este aumento de la velocidad de reacción compensa el enfriamiento proporcionado por el hidrógeno. A medida que el hidrógeno se calienta, se expande, por lo que hay menos en el núcleo para eliminar el calor, y la temperatura se nivelará. Estos efectos opuestos estabilizan la reactividad, por lo que un motor cohete nuclear es naturalmente muy estable, y el empuje se controla fácilmente variando el flujo de hidrógeno sin cambiar los tambores de control.
El LASL produjo una serie de conceptos de diseño, cada uno con su propio nombre en clave: Uncle Tom, Uncle Tung, Bloodhound y Shish. En 1955, se decidió por un diseño de 1.500 megavatios (MW) llamado Old Black Joe. En 1956, se convirtió en la base de un diseño de 2.700 MW destinado a ser la etapa superior de un misil balístico intercontinental.

## Transferencia a la NASA

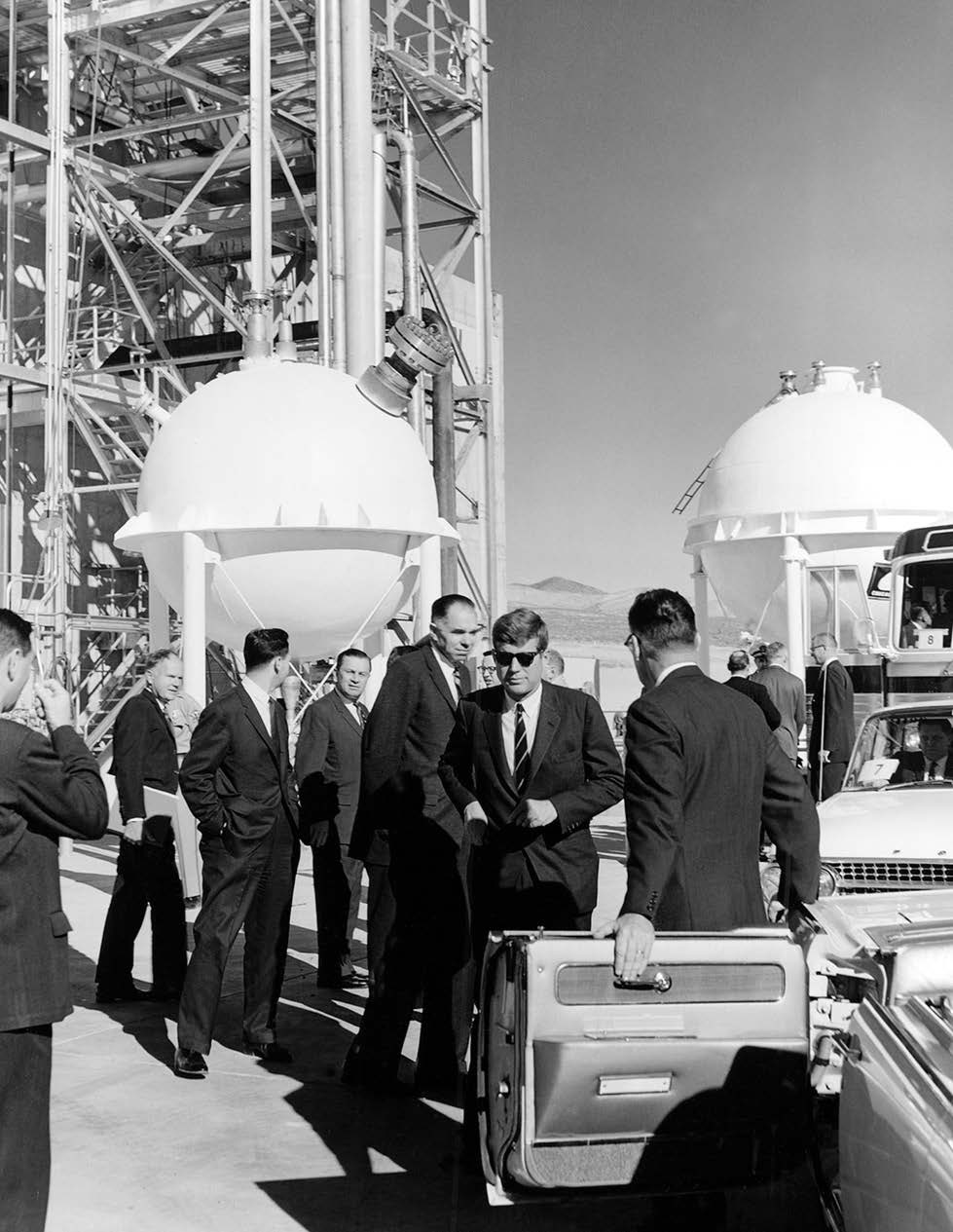
El presidente John F. Kennedy (derecha) visita la Estación de Desarrollo de Cohetes Nucleares. A la izquierda del presidente, Glenn Seaborg, Presidente de la Comisión de Energía Atómica de EE.UU.; el senador Howard Cannon; Harold Finger, director de la Oficina de Propulsión Nuclear Espacial; y Alvin C. Graves, director de actividades de prueba del Laboratorio Científico de Los Álamos.

En 1957, el proyecto del misil Atlas avanzaba a buen ritmo y, al disponerse de ojivas más pequeñas y ligeras, la necesidad de una etapa superior nuclear prácticamente había desaparecido. El 2 de octubre de 1957, la AEC propuso recortar el presupuesto del Proyecto Rover, pero la propuesta pronto se vio menoscabada por los acontecimientos sucedidos a continuación: dos días después, la Unión Soviética lanzó el Sputnik 1, el primer satélite artificial. Esto desató temores y diferentes opiniones en todo el mundo, demostró que la Unión Soviética tenía capacidad para lanzar armas nucleares a distancias intercontinentales, y socavó las nociones estadounidenses de superioridad militar, económica y tecnológica. Esto precipitó la crisis del Sputnik y desencadenó la Carrera Espacial, un nuevo ámbito de competición en la Guerra Fría. Anderson quería dar la responsabilidad del programa espacial estadounidense a la AEC, pero el presidente estadounidense Dwight D. Eisenhower creó la Administración Nacional de Aeronáutica y del Espacio (NASA), que absorbió a la NACA.
Donald A. Quarles, subsecretario de Defensa, se reunió con T. Keith Glennan, el nuevo administrador de la NASA, y Hugh Dryden, su adjunto, el 20 de agosto de 1958, al día siguiente de su toma de posesión en la Casa Blanca, y el proyecto Rover fue el primer punto del orden del día. Quarles estaba ansioso por transferir el proyecto Rover a la NASA, puesto que ya no tenía una finalidad militar. Silverstein, a quien Glennan había traído a Washington D. C. para organizar el programa de vuelos espaciales de la NASA, llevaba mucho tiempo interesado en la tecnología de cohetes nucleares. Él fue el primer alto cargo de la NACA que mostró interés por la investigación de cohetes, había iniciado la investigación sobre el uso del hidrógeno como propulsor de cohetes, participó en el proyecto Propulsión Nuclear de Aeronaves (ANP por sus siglas en inglés), construyó el reactor Plum Brook de la NASA y había creado un grupo de propulsión nuclear de cohetes en Lewis bajo la dirección de Harold Finger.
La responsabilidad de los componentes no nucleares del Proyecto Rover se transfirió oficialmente de las Fuerzas Aéreas de los Estados Unidos (USAF) a la NASA el 1 de octubre de 1958, día en que la NASA entró oficialmente en funcionamiento y asumió la responsabilidad del programa espacial civil estadounidense. El Proyecto Rover se convirtió en un proyecto conjunto NASA-AEC. Silverstein nombró a Finger de Lewis para supervisar el desarrollo del cohete nuclear. El 29 de agosto de 1960, la NASA creó la Oficina de Propulsión Nuclear Espacial (SNPO por sus siglas en inglés) para supervisar el proyecto del cohete nuclear. Finger fue nombrado director de la misma y Milton Klein, de la AEC, fue nombrado adjunto.
El 1 de febrero de 1961, Robert Seamans, administrador adjunto de la NASA, y Alvin Luedecke, director general de la AEC, firmaron un «Acuerdo entre la NASA y la AEC sobre la gestión de los contratos de motores para cohetes nucleares». A éste le siguió un «Acuerdo Interagencias sobre el Programa para el Desarrollo de la Propulsión de Cohetes Nucleares Espaciales (Proyecto Rover)», que firmaron el 28 de julio de 1961. La SNPO también asumió la responsabilidad del SNAP, y Armstrong pasó a ser ayudante del director de la División de Desarrollo de Reactores de la AEC, y el teniente coronel G. M. Anderson, anteriormente responsable del proyecto SNAP en la disuelta Oficina de Propulsión Nuclear de Aeronaves (ANPO), se convirtió en jefe de la rama SNAP en la nueva división.
El 25 de mayo de 1961, el presidente John F. Kennedy se dirigió a una sesión conjunta del Congreso. «En primer lugar», anunció, «creo que esta nación debe comprometerse a alcanzar el objetivo, antes de que acabe esta década, de hacer aterrizar a un hombre en la Luna y devolverlo sano y salvo a la Tierra». Después añadió: «En segundo lugar, 23 millones de dólares adicionales, junto con 7 millones de dólares ya disponibles, acelerarán el desarrollo del cohete nuclear Rover. Esto promete proporcionar algún día un medio para una exploración aún más excitante y ambiciosa del espacio, quizás más allá de la Luna, quizás hasta el final mismo del sistema solar».

## Emplazamiento de pruebas

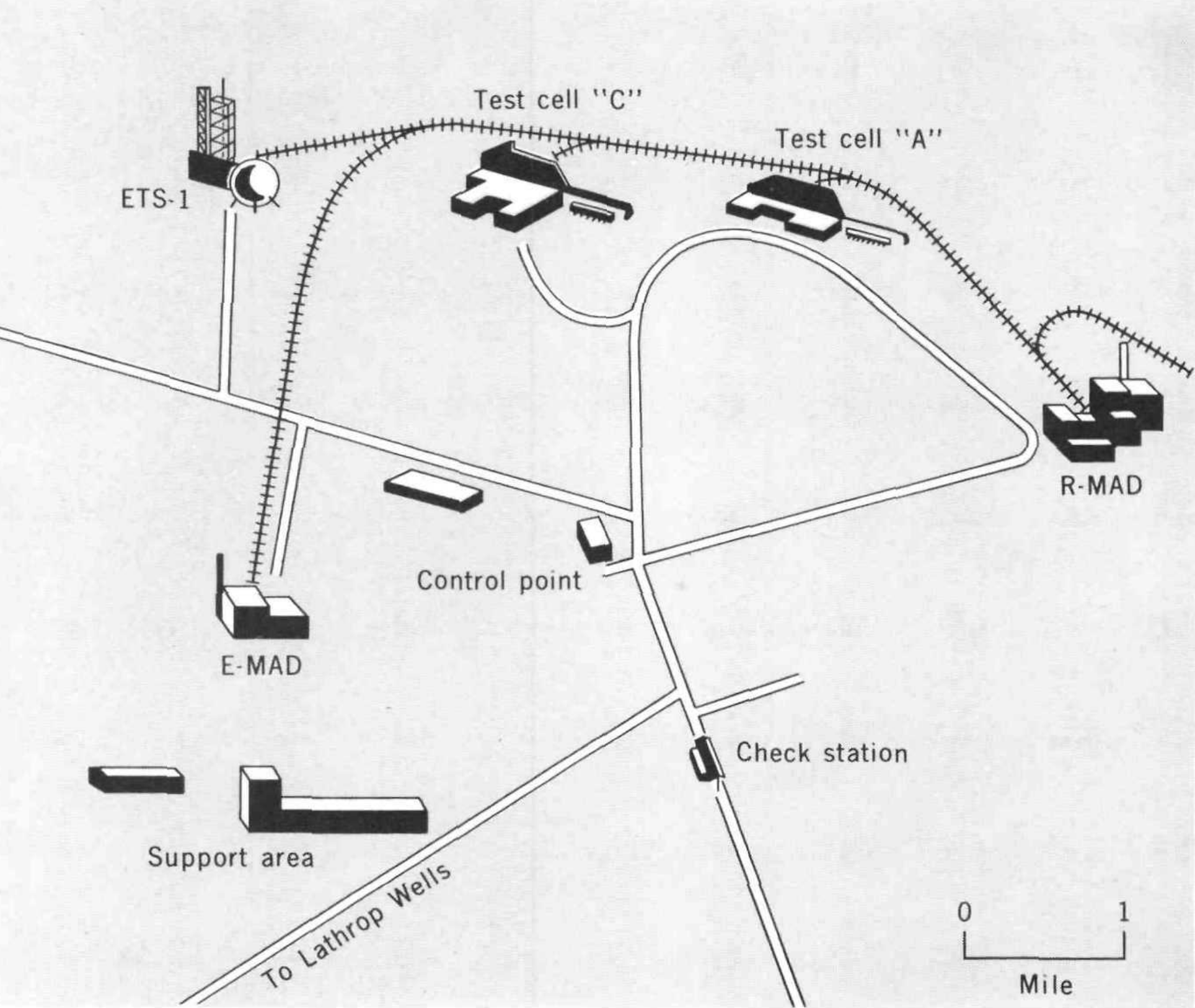
Disposición de las instalaciones en la Estación de Desarrollo de Cohetes Nucleares en Jackass Flats.

Los reactores nucleares para el proyecto Rover se construyeron en el Área Técnica 18 (TA-18) del LASL, también conocida como Pajarito Site. El combustible y los componentes internos del motor se fabricaron en el complejo Sigma de Los Álamos. Las pruebas de los elementos de combustible y otros materiales fueron realizadas por la División N del LASL en TA-46 utilizando varios hornos y, más tarde, un reactor de pruebas personalizado, el Horno Nuclear. El personal de las divisiones de Pruebas (J) y de Metalurgia Química (CMB) del LASL también participó en el proyecto Rover. Se construyeron dos reactores para cada motor; uno para experimentos críticos a potencia cero en Los Álamos y otro utilizado para pruebas a plena potencia. Los reactores se probaron a muy baja potencia antes de ser enviados al lugar de las pruebas.
En 1956, la AEC asignó 127.200 hectáreas (314.000 acres) de una zona conocida como Jackass Flats en el Área 25 del Sitio de Pruebas de Nevada para su uso por el proyecto Rover. A mediados de 1957 comenzaron allí los trabajos en las instalaciones de pruebas. Todos los materiales y suministros tuvieron que ser traídos desde Las Vegas. La celda de pruebas A consistía en una granja de botellas de gas hidrógeno y un muro de hormigón de 0,91 metros (3 pies) de espesor para proteger la instrumentación electrónica de la radiación del reactor. La sala de control estaba situada a 3,2 kilómetros (2 mi) de distancia. El revestimiento de plástico de los cables de control fue mordido por roedores excavadores y tuvo que ser sustituido. El reactor se puso a prueba con el penacho de escape en el aire para que los productos de fisión radiactivos recogidos del núcleo pudieran dispersarse de forma segura.
El edificio de mantenimiento y desmontaje del reactor (R-MAD) era en la mayoría de los aspectos una típica celda caliente utilizada por la industria nuclear, con gruesos muros de hormigón, ventanas de visualización de vidrio de plomo y brazos de manipulación remota. Sólo era excepcional por su tamaño: 76 metros (250 pies) de largo, 43 metros (140 pies) y 19 metros (63 pies) de alto. Esto permitía trasladar la locomotora dentro y fuera de un vagón de ferrocarril. Se decía que el «Jackass and Western Railroad», como se describía alegremente, era el ferrocarril más corto y lento del mundo. Había dos locomotoras: la eléctrica L-1, controlada por control remoto, y la diésel-eléctrica L-2, controlada manualmente, con blindaje contra la radiación alrededor de la cabina.

La Celda de Pruebas C debía estar terminada en 1960, pero la NASA y la AEC no solicitaron fondos para construcciones adicionales ese año; Anderson los proporcionó de todos modos. Después se produjeron retrasos en la construcción, que le obligaron a intervenir personalmente. En agosto de 1961, la Unión Soviética puso fin a la moratoria de pruebas nucleares que había estado en vigor desde noviembre de 1958, por lo que Kennedy reanudó las pruebas en EE. UU. en septiembre. Con un segundo programa de choque en el campo de pruebas de Nevada, la mano de obra empezó a escasear y hubo una huelga.

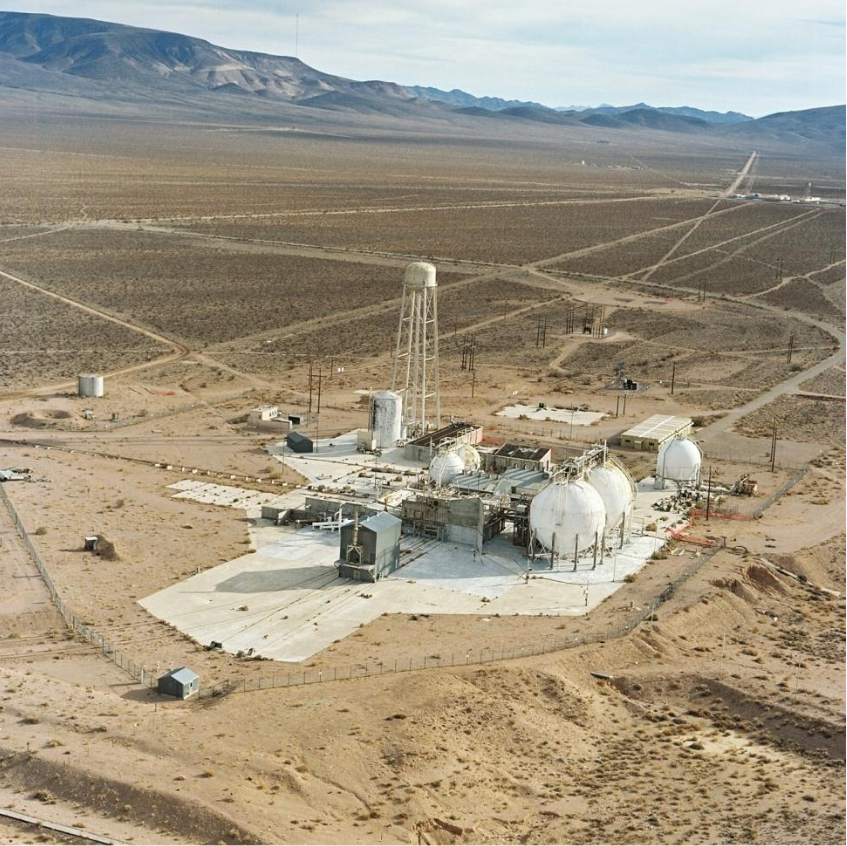
Celda de pruebas C con sus gigantescos dewars de almacenamiento criogénico.

Cuando aquello terminó, los trabajadores tuvieron que enfrentarse a las dificultades de tratar con hidrógeno, que podía filtrarse por orificios microscópicos demasiado pequeños para permitir el paso de otros fluidos. El 7 de noviembre de 1961, un accidente menor provocó una violenta fuga de hidrógeno. El complejo entró finalmente en funcionamiento en 1964. La SNPO preveía la construcción de un motor nuclear para cohetes de 20.000 MW, por lo que el supervisor de la construcción, Keith Boyer, encargó a la Chicago Bridge & Iron Company la construcción de dos gigantescos Dewars de almacenamiento criogénico de 1.900.000 litros. Se añadió un edificio de mantenimiento y desmontaje de motores (E-MAD). Era más grande que un campo de fútbol, con gruesos muros de hormigón y bahías de blindaje donde se podían montar y desmontar los motores. También había un banco de pruebas de motores (ETS-1); estaba previsto construir dos más.
También había una instalación de almacenamiento de material radiactivo (RMSF). Se trataba de un emplazamiento de 8,5 hectáreas (21 acres) aproximadamente equidistante del E-MAD, la Celda de Pruebas «C» y el ETS-1. Estaba rodeado por una alambrada ciclónica con iluminación perimetral de cuarzo. El ferrocarril de vía única que conectaba las instalaciones llevaba un ramal a través de una única puerta principal a la zona de almacenamiento, que luego se separaba en siete ramales. Dos de ellos conducían a búnkeres de 55,3 metros cuadrados. La instalación se utilizó para almacenar una amplia variedad de artículos contaminados radiactivamente.
En febrero de 1962, la NASA anunció el establecimiento de la Estación de Desarrollo de Cohetes Nucleares (NRDS por sus siglas en inglés) en Jackass Flats, y en junio se estableció una sucursal de la SNPO en Las Vegas (SNPO-N) para gestionarla. Los trabajadores de la construcción se alojaron en Mercury, Nevada. Más tarde se llevaron treinta remolques a Jackass Flats para crear un pueblo llamado «Boyerville» en honor al supervisor, Keith Boyer.

## Kiwi
La primera fase del Proyecto Rover, Kiwi, recibió su nombre del ave no voladora del mismo nombre de Nueva Zelanda, ya que los motores cohete Kiwi tampoco estaban destinados a volar. Su función era verificar el diseño y probar el comportamiento de los materiales utilizados. El programa Kiwi desarrolló una serie de motores nucleares de prueba no voladores, cuyo objetivo principal era mejorar la tecnología de los reactores refrigerados por hidrógeno. Entre 1959 y 1964 se construyeron y probaron un total de ocho reactores. Se consideró que Kiwi había servido como prueba de concepto de los motores nucleares para cohetes.

### Kiwi A

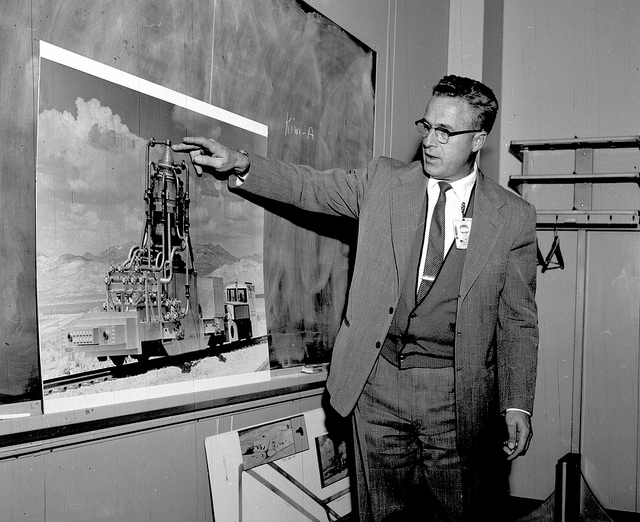
Raemer Schreiber con un cartel del proyecto Rover en 1959.

La primera prueba del Kiwi A, el primer modelo del motor cohete Kiwi, se realizó en Jackass Flats el 1 de julio de 1959. El Kiwi A tenía un núcleo cilíndrico de 132,7 centímetros de altura y 83,8 centímetros de diámetro. Una isla central contenía agua pesada que actuaba a la vez como refrigerante y como moderador para reducir la cantidad de óxido de uranio necesaria. Las barras de control se encontraban dentro de la isla, que estaba rodeada por 960 placas de combustible de grafito cargadas con partículas de combustible de óxido de uranio de 4 micrómetros (0,00016 pulg.) y una capa de 240 placas de grafito. El núcleo estaba rodeado por 43,2 centímetros (20 pulgadas) de moderador de lana de grafito y encerrado en una cubierta de aluminio. Como propulsante se utilizó hidrógeno gaseoso, a un caudal de 3,2 kilogramos por segundo (7,1 lb/s). Previsto para producir 100 MW, el motor funcionó a 70 MW durante 5 minutos. La temperatura del núcleo fue mucho más alta de lo previsto, hasta 2.900 K (2.630 °C), debido al agrietamiento de las placas de grafito, lo que fue suficiente para provocar la fusión de parte del combustible.
Para la siguiente prueba, el 8 de julio de 1960, se introdujeron una serie de mejoras para crear un motor conocido como Kiwi A Prime. Los elementos combustibles se extruyeron en cilindros y se recubrieron con carburo de niobio (NbC) para resistir la corrosión. Se apilaron seis de extremo a extremo y se colocaron en los siete orificios de los módulos de grafito para crear módulos de combustible de 137 centímetros de longitud. En esta ocasión, el reactor alcanzó 88 MW durante 307 segundos, con una temperatura media del gas de salida del núcleo de 2.178 K. La prueba se vio empañada por tres fallos en los módulos del núcleo, pero la mayoría apenas sufrieron daños. La prueba fue observada por Anderson y los delegados de la Convención Nacional Demócrata de 1960. En la convención, Anderson añadió el apoyo a los cohetes nucleares a la plataforma del Partido Demócrata.
La tercera y última prueba de la serie Kiwi A se realizó el 19 de octubre de 1960. El motor Kiwi A3 utilizaba elementos de combustible cilíndricos de 27 pulgadas (69 cm) de longitud en camisas de carburo de niobio. El plan de pruebas preveía que el motor funcionara a 50 MW (media potencia) durante 106 segundos y, a continuación, a 92 MW durante 250 segundos. El nivel de potencia de 50 MW se alcanzó con un flujo de propulsante de 2,36 kilogramos por segundo (5,2 lb/s), pero la temperatura del gas de salida fue de 1.861 K, más de 300 K por encima de lo previsto. Tras 159 segundos, se aumentó la potencia a 90 MW. Para estabilizar la temperatura del gas de salida en 2.173 K, se aumentó la tasa de combustible a 3,81 kilogramos por segundo (8,4 lb/s). Más tarde se descubrió que el sistema de medición de la potencia neutrónica estaba mal calibrado, y el motor funcionó en realidad a una media de 112,5 MW durante 259 segundos, muy por encima de su capacidad de diseño. A pesar de ello, el núcleo sufrió menos daños que en la prueba de Kiwi A Prime.
Kiwi A se consideró un éxito como prueba de concepto de los motores nucleares para cohetes. Demostró que el hidrógeno podía calentarse en un reactor nuclear a las temperaturas necesarias para la propulsión espacial y que el reactor podía controlarse. Finger siguió adelante y llamó a licitación a la industria para el desarrollo del Motor Nuclear para Aplicación en Vehículos Cohete (Nuclear Engine for Rocket Vehicle Application, NERVA) de la NASA, basado en el diseño del motor Kiwi. Rover pasó a formar parte de NERVA; mientras que Rover se ocupaba de la investigación sobre el diseño de reactores nucleares para cohetes, NERVA se ocupaba del desarrollo y despliegue de motores nucleares para cohetes, y de la planificación de misiones espaciales.

### Kiwi B

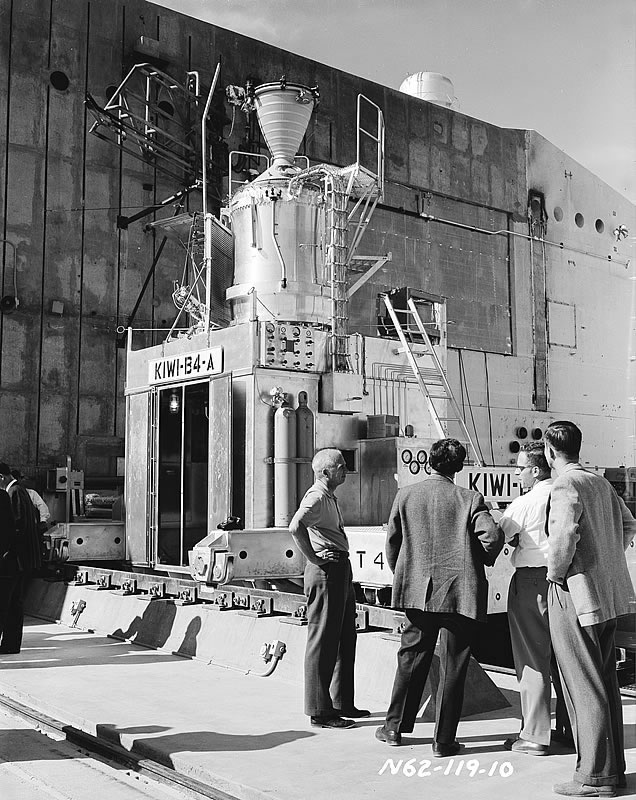
El director del Laboratorio Nacional de Los Álamos, Norris Bradbury (izquierda), delante del reactor Kiwi B4-A.

El objetivo original del LASL había sido un motor cohete nuclear de 10.000 MW capaz de lanzar 11.000 kilogramos (25.000 lb) a una órbita de 480 kilómetros (300 mi). Este motor recibió el nombre en clave de Cóndor, en honor a las grandes aves voladoras, en contraste con el pequeño y no volador Kiwi. Sin embargo, en octubre de 1958, la NASA había estudiado la posibilidad de colocar una etapa superior nuclear en un misil Titán I, y llegó a la conclusión de que en esta configuración una etapa superior con un reactor de 1.000 MW podía poner en órbita 6.400 kilogramos (14.000 lb). Esta configuración se utilizó en los estudios de Nova, y se convirtió en el objetivo del proyecto Rover. El LASL planeó realizar dos pruebas con Kiwi B, un diseño intermedio de 1.000 MW, en 1961 y 1962, seguidas de dos pruebas de Kiwi C, un motor prototipo, en 1963, y realizar una prueba de reactor en vuelo (RIFT por sus siglas en inglés) de un motor de producción en 1964.
Para el Kiwi B, el LASL introdujo varios cambios en el diseño con el fin de obtener el mayor rendimiento requerido. Se eliminó el núcleo central, se aumentó de cuatro a siete el número de orificios de refrigeración en cada elemento combustible hexagonal y se sustituyó el reflector de grafito por otro de berilio de 20 centímetros de grosor. Aunque el berilio era más caro, más difícil de fabricar y muy tóxico, también era mucho más ligero, lo que supuso un ahorro de 1.100 kilogramos (2.500 libras). Debido al retraso en la puesta a punto de la célula de pruebas C, algunas características previstas para Kiwi C se incorporaron también a Kiwi B2. Entre ellas figuraban una tobera refrigerada por hidrógeno líquido en lugar de agua, una nueva turbobomba Rocketdyne y un arranque de emergencia, en el que el reactor se ponía en marcha únicamente con su propia energía.
La prueba del Kiwi B1A, la última en la que se utilizó hidrógeno gaseoso en lugar de líquido, estaba prevista inicialmente para el 7 de noviembre de 1961. La mañana de la prueba, una fuga en una válvula provocó una violenta explosión de hidrógeno que voló las paredes de la nave e hirió a varios trabajadores; muchos sufrieron la rotura de tímpanos y uno se fracturó un hueso del talón. El reactor no resultó dañado, pero el vehículo de pruebas y los instrumentos sufrieron graves daños, por lo que la prueba se aplazó un mes. Un segundo intento el 6 de diciembre fue abortado cuando se descubrió que muchos de los termopares de diagnóstico habían sido instalados al revés. Finalmente, el 7 de diciembre, la prueba se puso en marcha. Se pretendía hacer funcionar el motor a 270 MW durante 300 segundos, pero la prueba se interrumpió tras sólo 36 segundos a 225 MW porque empezaron a aparecer incendios de hidrógeno. Todos los termopares funcionaron correctamente, por lo que se obtuvieron muchos datos útiles. El flujo medio de hidrógeno durante la fase de máxima potencia del experimento fue de 9,1 kilogramos por segundo (20 lb/s).
A continuación, el LASL se propuso probar el Kiwi B2, pero se detectaron fallos estructurales que obligaron a rediseñarlo. La atención se centró entonces en el B4, un diseño más radical, pero cuando intentaron colocar los grupos de combustible en el núcleo, se descubrió que los grupos tenían demasiados neutrones y se temió que el reactor se pusiera en marcha inesperadamente. El problema se determinó en la absorción de agua del aire normalmente seco de Nuevo México durante el almacenamiento. Se corrigió añadiendo más veneno neutrónico. Después de esto, los elementos combustibles se almacenaron en una atmósfera inerte. La División N decidió entonces realizar pruebas con el motor B1 de reserva, el B1B, a pesar de las serias dudas que suscitaban los resultados de la prueba del B1A, con el fin de obtener más datos sobre el rendimiento y el comportamiento del hidrógeno líquido. En el arranque, el 1 de septiembre de 1962, el núcleo tembló, pero alcanzó los 880 MW. Unos destellos de luz alrededor de la tobera indicaron que se estaban expulsando pastillas de combustible; más tarde se determinó que habían sido once. En lugar de apagarse, los probadores hicieron girar los tambores para compensar, y pudieron seguir funcionando a plena potencia durante unos minutos antes de que un sensor explotara e iniciara un incendio, y el motor se apagara. Se cumplieron la mayoría de los objetivos de la prueba, pero no todos.
La siguiente prueba de la serie fue del Kiwi B4A el 30 de noviembre de 1962. Se observó una llamarada cuando el reactor alcanzó los 120 MW. Se aumentó la potencia a 210 MW, y se mantuvo así durante 37 segundos. A continuación se aumentó la potencia a 450 MW, pero entonces las llamaradas se hicieron frecuentes y el motor se apagó al cabo de 13 segundos. Tras la prueba se descubrió que el 97% de los elementos combustibles estaban rotos. Se apreciaron las dificultades de utilizar hidrógeno líquido y se diagnosticó que la causa de las vibraciones y los fallos era una fuga de hidrógeno en el hueco entre el núcleo y la vasija de presión. A diferencia de un motor químico, que probablemente habría explotado tras sufrir daños, el motor se mantuvo estable y controlable en todo momento. Las pruebas demostraron que un motor nuclear de cohete sería resistente y fiable en el espacio.

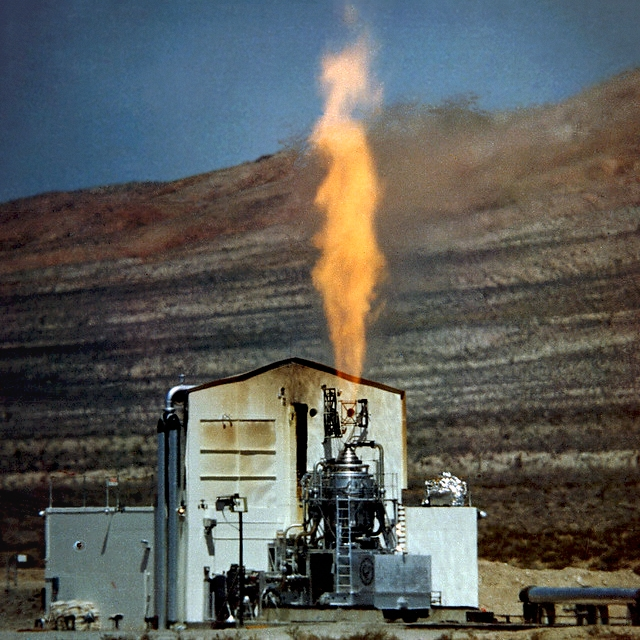
Prueba de disparo del Kiwi A Prime.

Kennedy visitó Los Álamos el 7 de diciembre de 1962 para asistir a una sesión informativa sobre el proyecto Rover. Era la primera vez que un presidente estadounidense visitaba un laboratorio de armas nucleares. Kennedy llevó consigo un gran grupo que incluía a Lyndon Johnson, McGeorge Bundy, Jerome Wiesner, Harold Brown, Donald Hornig, Glenn Seaborg, Robert Seamans, Harold Finger y Clinton Anderson. Al día siguiente, volaron a Jackass Flats, convirtiendo a Kennedy en el único presidente que ha visitado un lugar de pruebas nucleares. El proyecto Rover había recibido 187 millones de dólares en 1962, y la AEC y la NASA pedían otros 360 millones en 1963. Kennedy llamó la atención sobre las dificultades presupuestarias de su administración, y sus funcionarios y asesores debatieron el futuro del proyecto Rover y del programa espacial en general.
Finger reunió a un equipo de especialistas en vibraciones de otros centros de la NASA y, junto con personal de LASL, Aerojet y Westinghouse, realizó una serie de pruebas de reactor de «flujo frío» utilizando elementos combustibles sin material fisionable. Se bombeó gas nitrógeno, helio e hidrógeno a través del motor para inducir vibraciones. Se determinó que estaban causadas por la inestabilidad en la forma en que el líquido fluía a través de los espacios libres entre los elementos combustibles adyacentes. Se introdujeron una serie de pequeños cambios en el diseño para solucionar el problema de las vibraciones. En la prueba Kiwi B4D del 13 de mayo de 1964, el reactor se puso en marcha automáticamente y funcionó brevemente a plena potencia (990 MW) sin problemas de vibraciones. La prueba tuvo que interrumpirse a los 64 segundos cuando los tubos de las toberas se rompieron y provocaron una fuga de hidrógeno alrededor de la tobera que inició un incendio. El enfriamiento se realizó tanto con hidrógeno como con 3.266 kilogramos (7.200 lb) de gas nitrógeno. En la inspección posterior a la prueba no se encontraron elementos combustibles dañados.
La prueba final fue la prueba Kiwi B4E, el 28 de agosto, en la que el reactor funcionó durante doce minutos, ocho de ellos a plena potencia (937 MW). Fue la primera prueba en la que se utilizaron pastillas de carburo de uranio en lugar de óxido de uranio, con un recubrimiento de carburo de niobio de 0,0508 milímetros (0,002 pulgadas). Se descubrió que se oxidaban al calentarse, provocando una pérdida de carbono en forma de gas monóxido de carbono. Para minimizar este problema, las partículas se hicieron más grandes (de 50 a 150 micrómetros de diámetro) y se les aplicó una capa protectora de grafito pirolítico. El 10 de septiembre, Kiwi B4E se volvió a poner en marcha y funcionó a 882 MW durante dos minutos y medio, demostrando la capacidad de un motor nuclear de cohete para apagarse y volver a encenderse.
En septiembre de 1964, se realizaron pruebas con un motor Kiwi B4 y PARKA, un reactor Kiwi utilizado para pruebas en Los Álamos. Los dos reactores se pusieron a 4,9 metros (16 pies), 2,7 metros (9 pies) y 1,8 metros (6 pies) de distancia, y se tomaron medidas de reactividad. Estas pruebas demostraron que los neutrones producidos por un reactor causaban efectivamente fisiones en el otro, pero que el efecto era insignificante: 3, 12 y 24 céntimos respectivamente. Las pruebas demostraron que los motores de cohetes nucleares adyacentes no interferirían entre sí, por lo que podían agruparse, como a menudo se hacía con los químicos.

## Phoebus

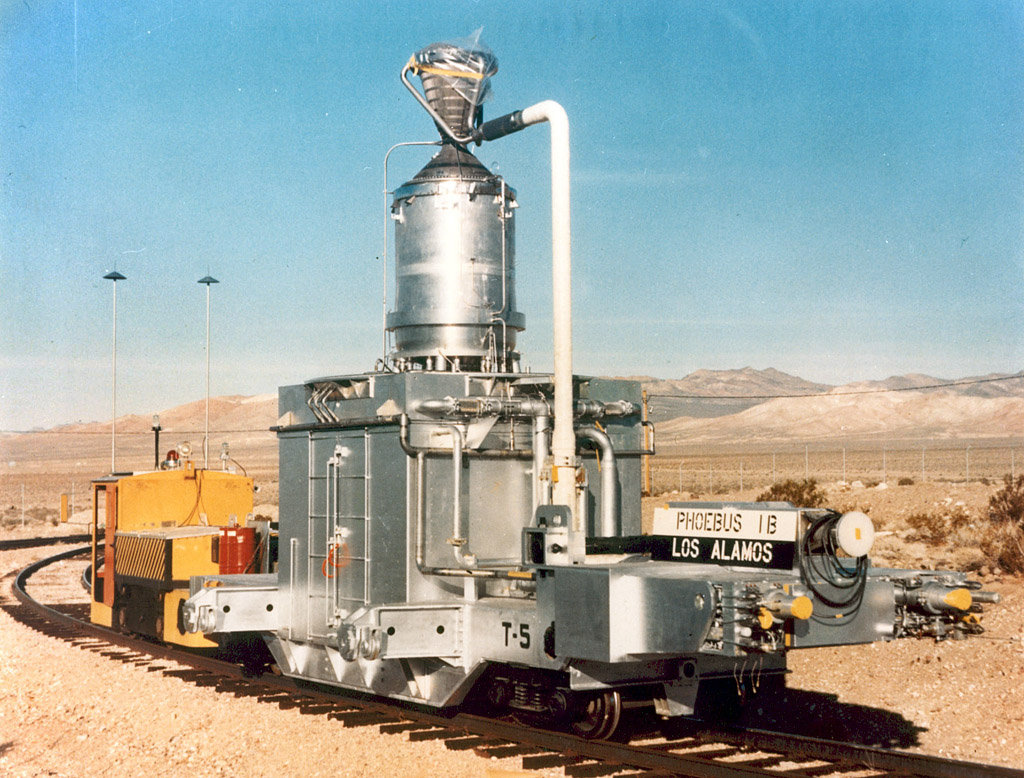
Motor cohete nuclear Phoebus en el ferrocarril Jackass and Western.

El siguiente paso en el programa de investigación del LASL fue construir un reactor más grande. El tamaño del núcleo determina cuánto hidrógeno, necesario para la refrigeración, puede impulsarse a través de él; y cuánto combustible de uranio puede cargarse en él. En 1960, el LASL comenzó a planificar un reactor de 4.000 MW con un núcleo de 89 centímetros (35 pulgadas) como sucesor del Kiwi. El LASL decidió llamarlo Phoebe, en honor a la diosa griega de la Luna. Sin embargo, otro proyecto de arma nuclear ya tenía ese nombre, por lo que se cambió a Phoebus, un nombre alternativo de Apolo. Phoebus se topó con la oposición de la SNPO, que quería un reactor de 20.000 MW. LASL pensó que las dificultades de construir y probar un reactor tan grande se estaban tomando demasiado a la ligera; sólo para construir el diseño de 4.000 MW se necesitaba una nueva tobera y una turbobomba mejorada de Rocketdyne. Se produjo un prolongado conflicto burocrático.
En marzo de 1963, la SNPO y el Marshall Space Flight Center (MSFC) encargaron a Space Technology Laboratories (STL) un informe sobre el tipo de motor nuclear que se necesitaría para las posibles misiones entre 1975 y 1990. Estas misiones incluían las primeras expediciones planetarias interplanetarias tripuladas de ida y vuelta (EMPIRE por sus siglas en inglés), los viajes planetarios de ida y vuelta y un transbordador lunar. La conclusión de este informe de nueve volúmenes, entregado en marzo de 1965, y de un estudio de seguimiento, fue que estas misiones podían llevarse a cabo con un motor de 4.100 MW con un impulso específico de 825 segundos (8,09 km/s). Se trataba de un motor mucho más pequeño de lo que se había pensado en un principio. De ahí surgió una especificación para un motor nuclear de cohete de 5.000 MW, que pasó a conocerse como NERVA II.
El LASL y la SNPO acordaron que el LASL construiría dos versiones de Phoebus: el pequeño Phoebus I, con un núcleo de 89 centímetros (35 pulgadas) para probar combustibles, materiales y conceptos avanzados, y el mayor Phoebus II, de 140 centímetros (55 pulgadas), que serviría de prototipo para el NERVA II. Ambos se basarían en Kiwi. La atención se centró en conseguir más potencia de la que era posible con las unidades Kiwi y mantener la potencia máxima durante más tiempo. Los trabajos en Phoebus I se iniciaron en 1963, construyéndose un total de tres motores, denominados 1A, 1B y 1C.

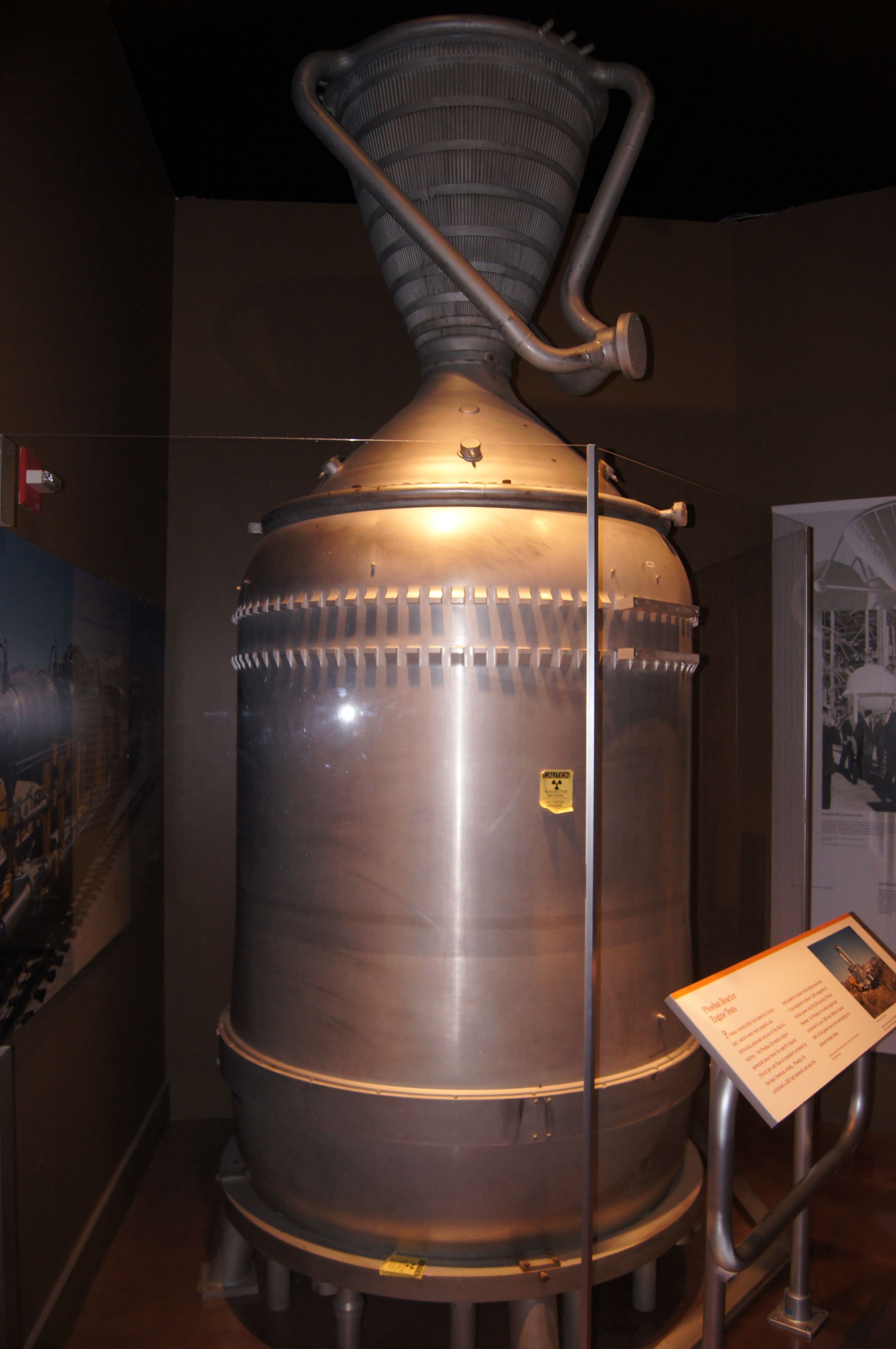
Phoebus en el Museo Nacional de Pruebas Atómicas de Las Vegas.

Phoebus 1A fue probado el 25 de junio de 1965 y funcionó a plena potencia (1.090 MW) durante diez minutos y medio. Desgraciadamente, la intensa radiación ambiental provocó que uno de los medidores de capacitancia diera lecturas erróneas. Ante un medidor que indicaba que el depósito de propulsante de hidrógeno estaba casi vacío y otro que decía que estaba un cuarto lleno, y sin saber cuál era el correcto, los técnicos de la sala de control optaron por creer al que decía que estaba un cuarto lleno. Fue una decisión equivocada: el tanque estaba casi vacío y el propulsante se agotó. Sin hidrógeno líquido para refrigerarlo, el motor, que funcionaba a 2.270 K (2.000 °C), se sobrecalentó rápidamente y explotó. Aproximadamente una quinta parte del combustible salió despedida; la mayor parte del resto se fundió.
La zona de pruebas se dejó durante seis semanas para dar tiempo a que los productos de fisión altamente radiactivos se descompusieran. Se utilizó una motoniveladora con un secador de goma en el arado para amontonar la suciedad contaminada y poder recogerla. Cuando esto no funcionaba, se utilizaba una aspiradora de 150 kW (200 CV) para recoger la suciedad. Al principio, un robot recogía los fragmentos de la plataforma de pruebas, pero esto era demasiado lento, por lo que se recurrió a hombres con trajes de protección, que recogían los trozos con pinzas y los dejaban caer en botes de pintura rodeados de plomo y montados en pequeñas plataformas rodantes. Así se eliminaba la mayor parte de la contaminación; el resto se desmenuzaba, barría, fregaba, lavaba o pintaba. Todo el trabajo de descontaminación llevó dos meses a cuatrocientas personas y costó 50.000 dólares. La dosis media de radiación recibida por los trabajadores de limpieza fue de 0,66 rems (0,0066 Sv), mientras que la máxima fue de 3 rems (0,030 Sv); LASL limitó a sus empleados a 5 rems (0,050 Sv) al año.
La siguiente prueba fue la de Phoebus 1B. Se encendió el 10 de febrero de 1967 y funcionó a 588 MW durante dos minutos y medio. Para evitar que se repitiera el percance que había sufrido Phoebus 1A, se instaló un dewar de almacenamiento criogénico de alta presión de 30.000 litros (8.000 galones) y 5.200 kilopascales (750 psi) para proporcionar un suministro de hidrógeno líquido de emergencia en caso de que se produjera un fallo en el sistema de suministro de propulsante primario. El 23 de febrero de 1967 se realizó una segunda prueba, en la que funcionó durante 46 minutos, de los cuales 30 minutos fueron por encima de 1.250 MW, y se alcanzó una potencia máxima de 1.450 MW y una temperatura del gas de 2.444 K (2.171 °C). La prueba fue un éxito, pero se detectó cierta corrosión.
A continuación se probó el Phoebus 2A, de mayor tamaño. El 8 de junio de 1968 se realizó un ensayo preliminar a baja potencia (2.000 MW) y el 26 de junio a plena potencia. El motor funcionó durante 32 minutos, 12,5 de ellos por encima de 4.000 MW, y alcanzó una potencia máxima de 4.082 MW. En ese momento, la temperatura de la cámara era de 2.256 K (1.983 °C) y el caudal total de 118,8 kilogramos por segundo (262 lb/s). No se pudo alcanzar el nivel máximo de potencia porque en este punto las temperaturas de los segmentos de la banda de sujeción que conectan el núcleo con el recipiente de presión alcanzaron su límite de 417 K (144 °C). El 18 de julio se realizó una tercera marcha, que alcanzó una potencia de 1.280 MW, y una cuarta ese mismo día, con una potencia de unos 3.500 MW. Una anomalía desconcertante fue que la reactividad fue inferior a la esperada. El hidrógeno líquido podría haber enfriado en exceso el reflector de berilio, haciéndole perder de algún modo parte de sus propiedades moderadoras. Otra posibilidad es que haya dos isómeros de espín del hidrógeno: el parahidrógeno es un moderador de neutrones, pero el ortohidrógeno es un veneno, y quizás el elevado flujo de neutrones había transformado parte del parahidrógeno en ortohidrógeno.

## Pewee
Pewee fue la tercera fase del proyecto Rover. LASL volvió a los nombres de pájaros, bautizándolo con el nombre del pewee norteamericano. Era pequeño, fácil de probar y de un tamaño adecuado para misiones científicas interplanetarias sin tripulación o pequeños «remolcadores» nucleares. Su principal objetivo era probar elementos de combustible avanzados sin el gasto de un motor de tamaño completo. Pewee tardó sólo diecinueve meses en desarrollarse, desde que la SNPO lo autorizó en junio de 1967 hasta su primera prueba a escala real en diciembre de 1968.
Pewee tenía un núcleo de 53 centímetros (21 pulgadas) que contenía 36 kilogramos (80 libras) de 402 elementos combustibles y 132 elementos de apoyo. De los 402 elementos combustibles, 267 fueron fabricados por el LASL, 124 por el Laboratorio Astronuclear de Westinghouse y 11 en el Complejo de Seguridad Nacional Y-12 de la AEC. La mayoría estaban recubiertos de carburo de niobio (NbC), pero algunos lo estaban de carburo de circonio (ZrC); la mayoría también tenían un recubrimiento protector de molibdeno. Se temía que un reactor tan pequeño no alcanzara la criticidad, por lo que se añadió hidruro de circonio (un buen moderador) y se aumentó el grosor del reflector de berilio a 20 centímetros (8 pulgadas). Había nueve tambores de control. Todo el reactor, incluida la vasija de presión de aluminio, pesaba 2.570 kilogramos (5.670 lb).
Pewee 1 se puso en marcha tres veces: el 15 de noviembre de 1968, para una prueba de corta duración, el 21 de noviembre, y el 4 de diciembre, para una prueba de resistencia a plena potencia. La prueba a plena potencia tuvo dos tiempos durante los cuales el reactor funcionó a 503 MW (1,2 MW por elemento combustible). La temperatura media del gas de salida fue de 2.550 K (2.280 °C), la más alta jamás registrada por el Proyecto Rover. La temperatura de la cámara fue de 2.750 K (2.480 °C), otro récord. La prueba demostró que el carburo de circón era más eficaz para evitar la corrosión que el carburo de niobio. No se había hecho ningún esfuerzo especial para maximizar el impulso específico, ya que no era el propósito del reactor, pero Pewee logró un impulso específico en vacío de 901 segundos (8,84 km/s), muy por encima del objetivo para el NERVA. También lo fue la densidad de potencia media de 2.340 MW/m³; la densidad máxima alcanzó los 5.200 MW/m³. Esta cifra era un 20% superior a la de Phoebus 2A, y la conclusión fue que sería posible construir un motor aún más ligero y potente.
El LASL tardó un año en modificar el diseño de Pewee para resolver el problema del sobrecalentamiento. En 1970, el Pewee 2 fue preparado en la Celda de Pruebas C para una serie de ensayos. El LASL planeó realizar doce pruebas a plena potencia a 2.427 K (2.154 °C), cada una de ellas de diez minutos de duración, con un enfriamiento a 540 K (267 °C) entre cada prueba. La SNPO ordenó al LASL que devolviera Pewee a E-MAD. El problema era la Ley Nacional de Política Medioambiental (NEPA), que el presidente Richard Nixon había promulgado el 1 de enero de 1970. La SNPO creía que las emisiones radiactivas estaban dentro de las directrices y no tendrían efectos medioambientales adversos, pero un grupo ecologista afirmó lo contrario. La SNPO preparó un estudio completo de impacto ambiental para las próximas pruebas del horno nuclear. Mientras tanto, el LASL planificó una prueba de Pewee 3. Esta prueba se realizaría horizontalmente, con una carga de 1.000 toneladas. Esta prueba se realizaría horizontalmente, con un depurador para eliminar los productos de fisión del penacho de escape. También se planeó un Pewee 4 para probar los combustibles y un Pewee 5 para probar los postcombustores. Ninguna de estas pruebas llegó a realizarse.

## Horno nuclear

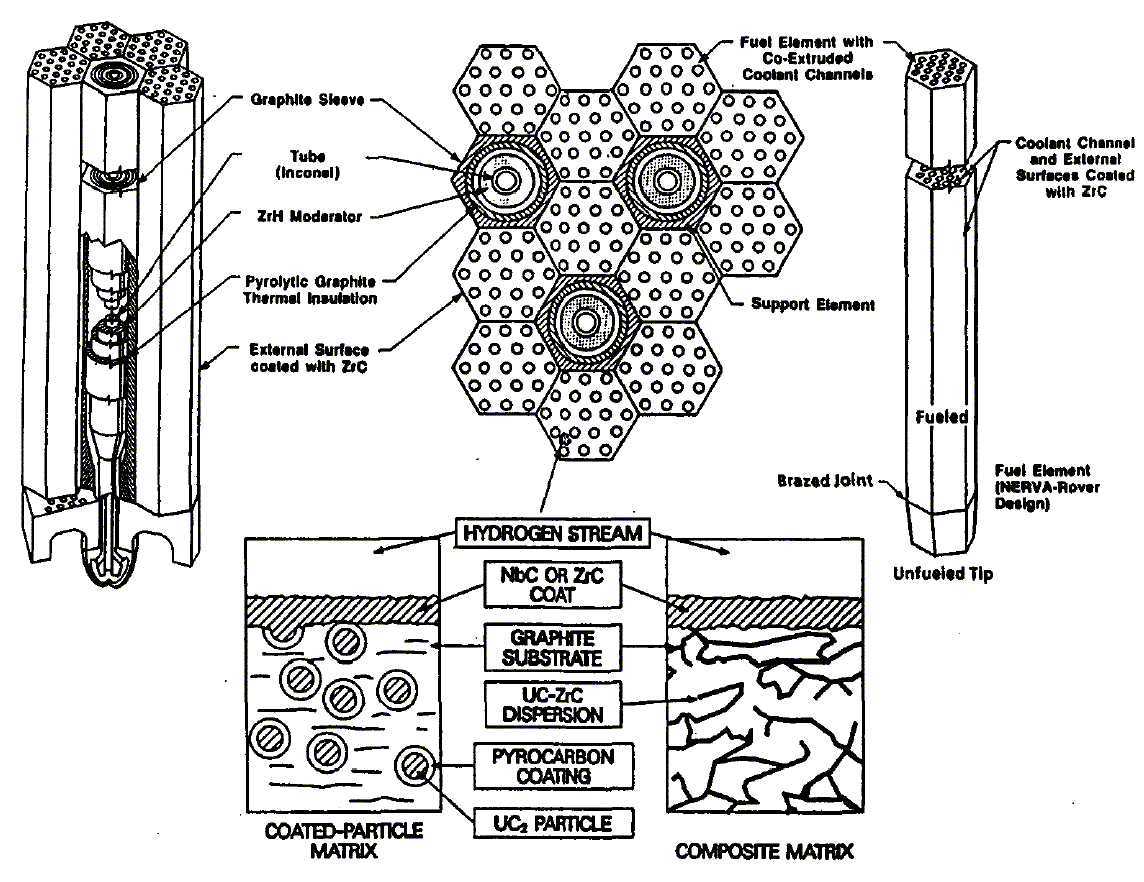
Dos de las formas de combustible probadas por el proyecto Rover: partículas de combustible de carburo de uranio recubiertas de carbono pirolítico dispersas en un sustrato de grafito, y «compuesto» que consistía en una dispersión de carburo de uranio y carburo de circonio en el sustrato de grafito.

El horno nuclear era un reactor pequeño, una décima parte del tamaño del Pewee, destinado a realizar pruebas a bajo coste. Originalmente iba a utilizarse en Los Álamos, pero el coste de crear un lugar de pruebas adecuado era mayor que el de utilizar la Celda de Pruebas C. Tenía un núcleo diminuto de 146 centímetros (57 pulgadas) de largo y 34 centímetros (13 pulgadas) de diámetro que contenía 49 elementos combustibles hexagonales. De ellos, 47 eran pilas de combustible «compuestas» de carburo de uranio y carburo de circonio y dos contenían un grupo de siete elementos de pilas de combustible de carburo de uranio y circonio puros de un solo orificio. Ninguno de los dos tipos se había probado antes en un reactor nuclear de propulsión de cohetes. En total, se trataba de unos 5 kg de uranio-235 altamente enriquecido (93%). Para alcanzar la criticidad con tan poco combustible, el reflector de berilio tenía más de 36 centímetros de espesor. Cada pila de combustible tenía su propia camisa de agua de refrigeración y moderación. Se utilizó hidrógeno gaseoso en lugar de líquido para ahorrar dinero. Se desarrolló un depurador.
Los objetivos de las pruebas del horno nuclear eran verificar el diseño y probar los nuevos combustibles compuestos. Entre el 29 de junio y el 27 de julio de 1972, el NF-1 funcionó cuatro veces a plena potencia (44 MW) y a una temperatura del gas de salida del combustible de 2.444 K (2.171 °C) durante un total de 108,8 minutos. La NF-1 funcionó 121,1 minutos con una temperatura del gas de salida del combustible superior a 2.222 K (1.949 °C). También alcanzó una densidad de potencia media de 4.500 a 5.000 MW/m³ con temperaturas de hasta 2.500 K (2.230 °C). El depurador funcionó bien, aunque se filtró algo de kriptón-85. La Agencia de Protección Medioambiental pudo detectar cantidades ínfimas, pero ninguna fuera del rango de prueba.
Las pruebas indicaron que las pilas de combustible de materiales compuestos serían buenas para un funcionamiento de dos a seis horas a 2.500 a 2.800 K (2.230 a 2.530 °C), que los combustibles de carburo darían un rendimiento similar a 3.000 a 3.200 K (2.730 a 2.930 °C), suponiendo que los problemas de agrietamiento pudieran superarse con un diseño mejorado. Para diez horas de funcionamiento, la matriz de grafito se limitaría a 2.200 a 2.300 K (1.930 a 2.030 °C), el compuesto podría llegar a 2.480 K (2.210 °C) y el carburo puro a 3.000 K (2.730 °C). Así, el programa de pruebas terminó con tres formas viables de pila de combustible.

## Pruebas de seguridad
En mayo de 1961, Kennedy dio su aprobación para las pruebas de reactor en vuelo (RIFT por sus siglas en inglés). En respuesta, LASL estableció una Oficina de Seguridad de Vuelo del Rover, y SNPO creó un Panel de Seguridad de Vuelo del Rover, que apoyó el RIFT. La planificación del RIFT de la NASA preveía la caída de hasta cuatro reactores en el Océano Atlántico. El LASL tenía que determinar qué ocurriría cuando un reactor cayera al agua a varios miles de kilómetros por hora. En concreto, necesitaba saber si entraría en estado crítico o explotaría al inundarse con agua de mar, un moderador de neutrones. También preocupaba lo que ocurriría cuando se hundiera 3,2 kilómetros hasta el fondo del Atlántico, donde estaría sometido a una presión aplastante. Había que tener en cuenta el posible impacto sobre la vida marina y, de hecho, qué vida marina había allí abajo.

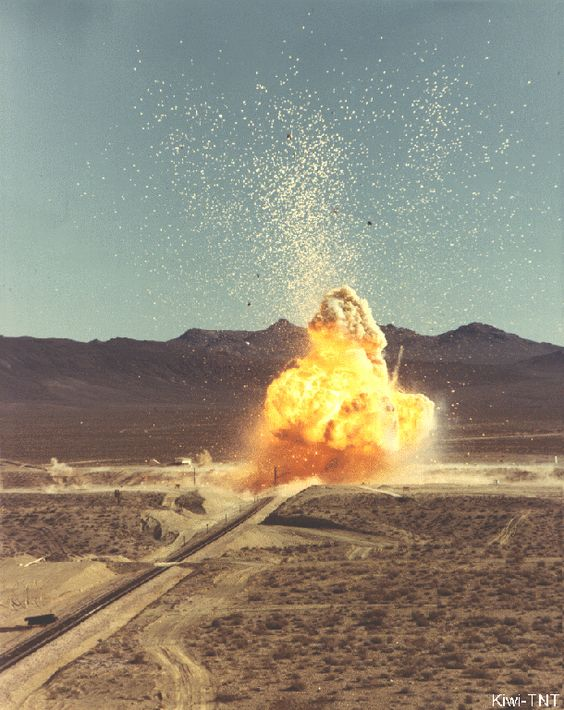
En la prueba Kiwi TNT se destruyó deliberadamente un reactor nuclear Kiwi modificado.

El LASL comenzó sumergiendo los elementos combustibles en agua. A continuación, llevó a cabo una prueba de entrada de agua simulada (SWET) durante la cual se utilizó un pistón de 30 centímetros (12 pulgadas) para forzar la entrada de agua en un reactor lo más rápido posible. Para simular un impacto, se dejó caer un reactor simulado sobre hormigón desde una altura de 23 metros. Rebotó 4,6 metros en el aire; la vasija de presión se abolló y muchos elementos de combustible se agrietaron, pero los cálculos mostraron que no entraría en estado crítico ni explotaría. Sin embargo, en el RIFT, el NERVA se situó encima de un cohete Saturno V de 91 metros de altura. Para averiguar qué ocurriría si el cohete explotara en la plataforma de lanzamiento, se estrelló un reactor simulado contra un muro de hormigón utilizando un trineo cohete. El núcleo se comprimió un 5%, y los cálculos mostraron que, efectivamente, el núcleo entraría en estado crítico y explotaría, con una fuerza equivalente a unos 2 kilogramos (4,4 lb) de explosivo de gran potencia, lo que probablemente sería insignificante en comparación con los daños causados por la explosión de un cohete propulsor. Lo inquietante es que esta cifra era muy inferior a los 11 kilogramos (25 lb) que se habían previsto teóricamente, lo que indicaba que la modelización matemática era deficiente.
Cuando se determinó que el NERVA no era necesario para el Apolo, y que por tanto no se necesitaría hasta los años 70, el RIFT se pospuso, y luego se canceló por completo en diciembre de 1963. Aunque su restablecimiento se discutió con frecuencia, nunca se produjo. Esto eliminó la necesidad de más SWET, pero la seguridad de los motores nucleares para cohetes seguía siendo motivo de preocupación. Aunque un impacto o una explosión no podían causar una explosión nuclear, al LASL le preocupaba lo que ocurriría si el reactor se sobrecalentaba. Se ideó una prueba para crear la catástrofe más devastadora posible. Se ideó una prueba especial conocida como Kiwi-TNT. Normalmente, los tambores de control giraban a una velocidad máxima de 45° por segundo hasta la posición de apertura total a 180° Esto era demasiado lento para la devastadora explosión que se buscaba, así que para el Kiwi-TNT se modificaron para que giraran a 4.000° por segundo. La prueba se llevó a cabo el 12 de enero de 1965. Kiwi-TNT se montó en un vagón de ferrocarril de plataforma plana, apodado el Toonerville Trolley, y se aparcó a 190 metros de la celda de pruebas C. Los tambores se hicieron girar al máximo, a 4.000° por segundo, y el calor vaporizó parte del grafito, dando lugar a una vistosa explosión que lanzó por los aires elementos combustibles, seguida de una nube altamente radiactiva con una radiactividad estimada en 1,6 megacurios (59 PBq).
La mayor parte de la radiactividad de la nube se encontraba en forma de cesio-138, estroncio-92, yodo-134, circonio-97 y kriptón-88, que tienen semividas cortas medidas en minutos u horas. La nube se elevó 790 metros en el aire y se desplazó hacia el suroeste, pasando por encima de Los Ángeles y adentrándose en el mar. Fue seguida por dos aviones del Servicio de Salud Pública (PHS por sus siglas en inglés) que tomaron muestras. El PHS distribuyó dosímetros de película a las personas que vivían en los límites de la zona de pruebas y tomó muestras de leche en las granjas lecheras situadas en la trayectoria de la nube. Los resultados revelaron que la exposición de las personas que vivían fuera de la zona de pruebas de Nevada era insignificante. La lluvia radiactiva en el suelo también se disipó rápidamente. Los equipos de búsqueda recorrieron la zona recogiendo restos. El más grande fue un trozo del recipiente a presión de 67 kilogramos (148 lb) que se encontró a 230 metros (750 pies) de distancia; otro, de 44 kilogramos (98 lb) se encontró a 520 metros (1.700 pies) de distancia.

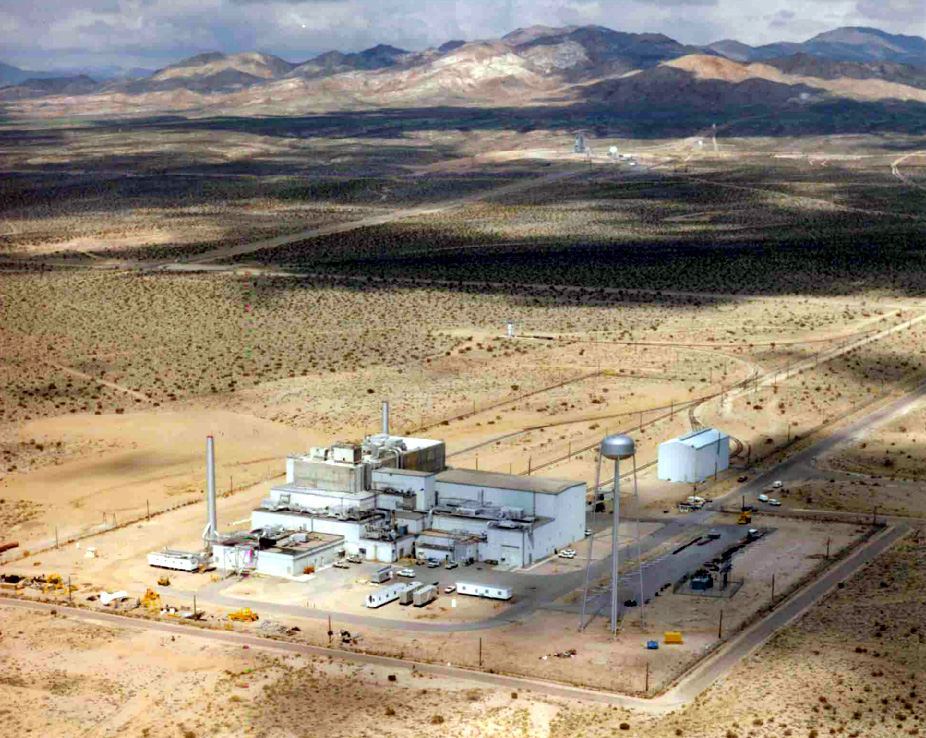
Instalación E-MAD.

La explosión fue relativamente pequeña, estimada en el equivalente de 90 a 140 kilogramos (200 a 300 libras) de pólvora negra. Fue mucho menos violenta que una explosión de TNT, y de ahí los grandes trozos que se encontraron. La prueba demostró que el reactor no podía destruirse en el espacio volándolo en pedazos pequeños, por lo que había que encontrar otro método para deshacerse de él al final de una misión espacial. El LASL decidió aprovechar la posibilidad de reiniciar el motor para deshacerse de un cohete nuclear lanzándolo a una órbita alta, de modo que abandonara por completo el sistema solar o regresara siglos más tarde, momento en el que la mayor parte de la radiactividad se habría desintegrado. La Unión Soviética protestó alegando que se trataba de una prueba nuclear que violaba el Tratado de Prohibición Parcial de Ensayos Nucleares, pero Estados Unidos respondió que se trataba de una prueba subcrítica que no implicaba ninguna explosión. Sin embargo, el Departamento de Estado estaba muy descontento con la designación Kiwi-TNT del LASL, ya que implicaba una explosión y hacía más difícil acusar a los soviéticos de violar el tratado.
Durante el proyecto Rover se produjeron tres accidentes mortales. Un trabajador murió en un accidente de tráfico. Otro murió por quemaduras tras verter gasolina sobre cintas informáticas clasificadas y prenderles fuego para deshacerse de ellas. Un tercero entró en un tanque de nitrógeno y murió asfixiado.

## Cancelación
Rover siempre fue un proyecto controvertido, y defenderlo de las críticas requirió una serie de batallas burocráticas y políticas. En 1961, la Oficina de Presupuesto (BOB, por sus siglas en inglés) y el Comité Asesor Científico del Presidente (PSAC, por sus siglas en inglés) se opusieron a Rover por su coste, pero esta presión fue derrotada por el JCAE, donde Rover contaba con el apoyo incondicional de Anderson y Howard Cannon en el Senado, y de Overton Brooks y James G. Fulton en la Cámara de Representantes. El PSAC y la BOB volvieron a intentarlo en 1964; las solicitudes presupuestarias de la NASA fueron recortadas, pero Rover salió intacto.
A finales de los sesenta, el creciente coste de la guerra de Vietnam aumentó la presión sobre los presupuestos. Los miembros recién elegidos de la Cámara de Representantes observaron críticamente al Rover y NERVA, viéndolo como una puerta de entrada a un costoso programa abierto de exploración del espacio profundo posterior a Apolo. Sin embargo, el proyecto Rover contó con el influyente apoyo de Anderson, Cannon y Margaret Chase Smith de Maine en el Senado, y de Fulton y George P. Miller (que sustituyó a Brooks como presidente del Comité de Ciencia, Espacio y Tecnología de la Cámara de Representantes de los Estados Unidos a la muerte de éste en septiembre de 1961) en la Cámara de Representantes.
El Congreso dejó de financiar el NERVA II en el presupuesto de 1967, pero Johnson necesitaba el apoyo de Anderson para su legislación sobre Medicare, y el 7 de febrero de 1967 accedió a proporcionar dinero para NERVA II de su propio fondo de contingencia. Klein, que había sucedido a Finger al frente de la SNPO en 1967, se enfrentó a dos horas de preguntas sobre NERVA II ante el Comité de Ciencia y Astronáutica de la Cámara de Representantes, que había recortado el presupuesto de la NASA. La desfinanciación del NERVA II supuso un ahorro de 400 millones de dólares, principalmente en nuevas instalaciones que serían necesarias para probarlo. La AEC y la NASA accedieron, porque se había demostrado que el NERVA I podía realizar las misiones que se esperaban del NERVA II.

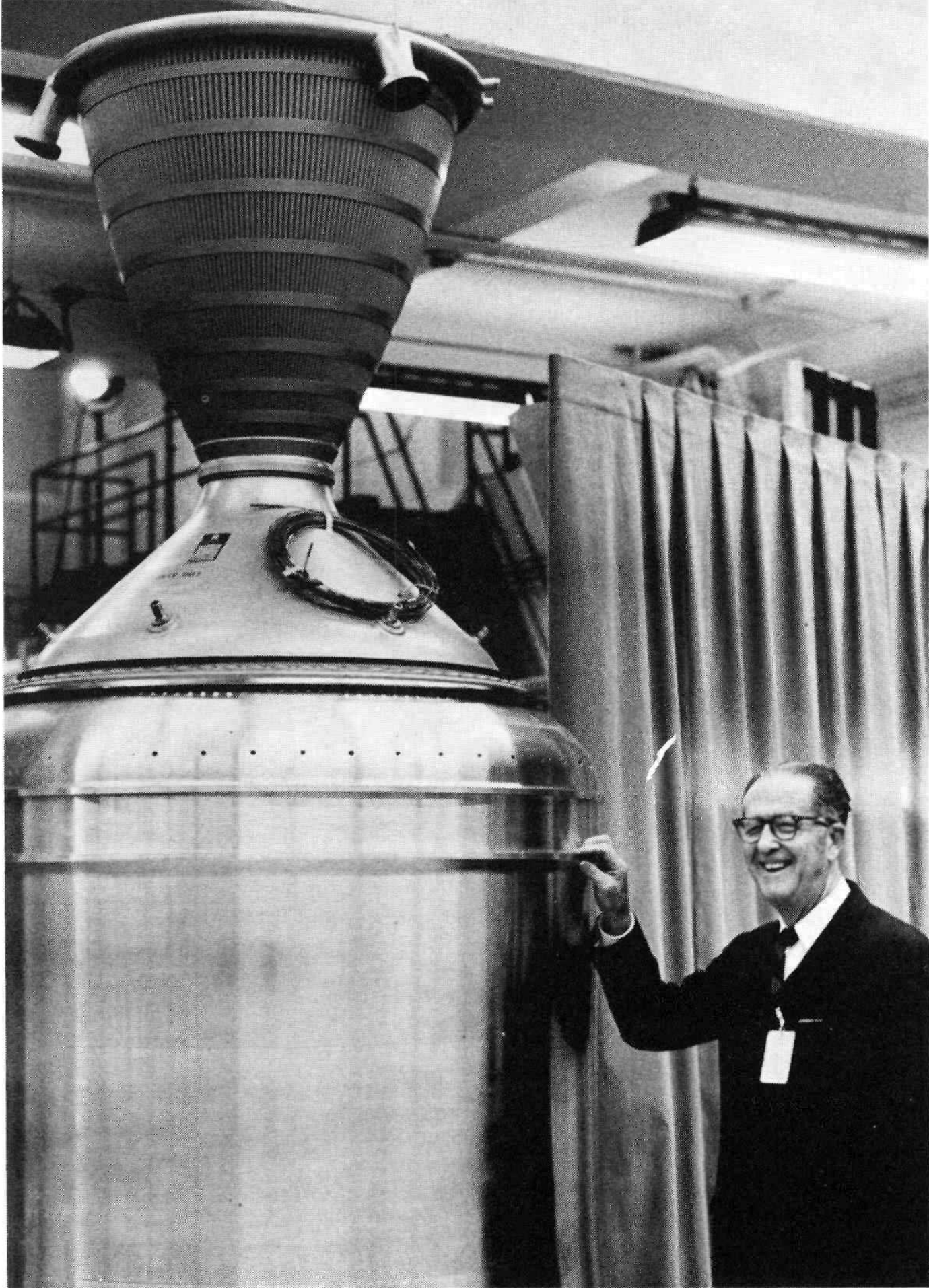
El senador estadounidense Clinton P. Anderson con un cohete Kiwi.

NERVA tenía muchas misiones potenciales. La NASA se planteó utilizar el Saturno V y el NERVA en una «Gran Vuelta» al sistema solar. Entre 1976 y 1980 se produjo una rara alineación de los planetas que ocurre cada 174 años, lo que permitió que una nave espacial visitara Júpiter, Saturno, Urano y Neptuno. Con el NERVA, la nave podría pesar hasta 24.000 kilogramos. Esto suponiendo que el NERVA tuviera un impulso específico de sólo 825 segundos (8,09 km/s); 900 segundos (8,8 km/s) era más probable, y con ello podría poner en órbita alrededor de la Luna una estación espacial de 77.000 kilogramos (170.000 lb) del tamaño del Skylab. Se podrían repetir los viajes a la Luna con el NERVA alimentando un transbordador nuclear. También estaba la misión a Marte, que Klein evitó mencionar diplomáticamente, sabiendo que, incluso tras el alunizaje del Apolo 11, la idea era impopular entre el Congreso y el público en general.
La presión para reducir costes aumentó después de que Nixon sustituyera a Johnson como presidente en 1969. La financiación de los programas de la NASA se redujo en el presupuesto de 1969, cerrando la línea de producción del Saturno V, pero el NERVA se mantuvo. Klein aprobó un plan por el que el transbordador espacial ponía en órbita un motor NERVA y luego regresaba a por el combustible y la carga útil. Esta operación podía repetirse, ya que el motor NERVA podía volver a arrancarse. El NERVA seguía contando con el apoyo incondicional de Anderson, Cannon y Smith, pero Anderson estaba envejeciendo y cansándose, y ahora delegaba muchas de sus funciones en Cannon. El NERVA recibió 88 millones de dólares en el año fiscal (AF) 1970 y 85 millones en el AF 1971, con fondos procedentes conjuntamente de la NASA y la AEC.
Cuando Nixon intentó cancelar el NERVA en 1971, los votos de Anderson y Smith acabaron con el proyecto favorito de Nixon, el transporte supersónico Boeing 2707. Fue una derrota impresionante para el presidente. En el presupuesto para el año fiscal 1972 se recortó la financiación del transbordador, pero el NERVA sobrevivió. Aunque su solicitud presupuestaria era de sólo 17,4 millones de dólares, el Congreso le asignó 69 millones; Nixon sólo gastó 29 millones.
En 1972, el Congreso volvió a apoyar al NERVA. Una coalición bipartidista encabezada por Smith y Cannon le asignó 100 millones de dólares; se calculó que un motor NERVA que cupiera en el compartimento de carga del transbordador costaría unos 250 millones de dólares a lo largo de una década. Añadieron la condición de que no se reprogramarían los fondos del NERVA para pagar otras actividades de la NASA. De todos modos, la administración Nixon decidió cancelar el NERVA. El 5 de enero de 1973, la NASA anunció que NERVA (y por tanto Rover) quedaba cancelado.
El personal del LASL y de la Oficina de Sistemas Nucleares Espaciales (SNSO), como había sido rebautizada la SNPO en 1970, se quedó atónito; el proyecto de construir un pequeño NERVA que pudiera ser transportado a bordo del transbordador espacial había ido viento en popa. Los despidos comenzaron inmediatamente y la SNSO fue suprimida en junio. Tras 17 años de investigación y desarrollo, los proyectos Rover y NERVA habían gastado unos 1.400 millones de dólares, pero ningún cohete de propulsión nuclear había volado jamás.

## Legado

### Propulsión nuclear de cohetes
En 1983, la Iniciativa de Defensa Estratégica («Guerra de las Galaxias») identificó las misiones que podrían beneficiarse de cohetes más potentes que los cohetes químicos, y algunas que sólo podrían llevarse a cabo con este tipo de cohetes. En febrero de 1983 se creó un proyecto de propulsión nuclear, SP-100, con el objetivo de desarrollar un sistema de cohete nuclear de 100 kW. Incorporaba un reactor de lecho de bolas, un concepto desarrollado por James R. Powell en el Laboratorio Nacional de Brookhaven, que prometía temperaturas más elevadas y mejores prestaciones que el NERVA. De 1987 a 1991 se financió como un proyecto secreto cuyo nombre en clave era Proyecto Timber Wind.
El cohete propuesto se amplió posteriormente en un diseño más grande después de que el proyecto se transfiriera al programa de Propulsión Térmica Nuclear Espacial (SNTP) del Laboratorio Phillips de la Fuerza Aérea en octubre de 1991. La NASA realizó estudios como parte de su Iniciativa de Exploración Espacial (SEI por sus siglas en inglés), pero consideró que el SNTP no ofrecía mejoras suficientes respecto a los cohetes nucleares desarrollados por el proyecto Rover, y no fue requerido por ninguna misión de la SEI. El programa SNTP se dio por concluido en enero de 1994, tras invertir casi 200 millones de dólares.
En 2013 se estudió en el MSFC un motor para viajes interplanetarios de órbita terrestre a órbita de Marte, y viceversa, centrado en motores nucleares térmicos para cohetes. Dado que son al menos dos veces más eficientes que los motores químicos más avanzados, permiten tiempos de transferencia más rápidos y una mayor capacidad de carga. La menor duración del vuelo, estimada en 3-4 meses con motores nucleares, frente a los 8-9 meses con motores químicos, reduciría la exposición de la tripulación a rayos cósmicos potencialmente dañinos y difíciles de blindar. Los motores nucleares como el Pewee del proyecto Rover, fueron seleccionados en la Arquitectura de Referencia de Diseño de Marte (DRA), y el 22 de mayo de 2019, el Congreso aprobó 125 millones de dólares en financiación para el desarrollo de cohetes nucleares. En enero de 2023, la NASA y la Agencia de Proyectos de Investigación Avanzada de Defensa (DARPA) anunciaron que colaborarían en el desarrollo de un motor de cohete térmico nuclear que se probaría en el espacio para desarrollar la capacidad de propulsión nuclear para su uso en misiones tripuladas de la NASA a Marte.

### Rehabilitación del emplazamiento

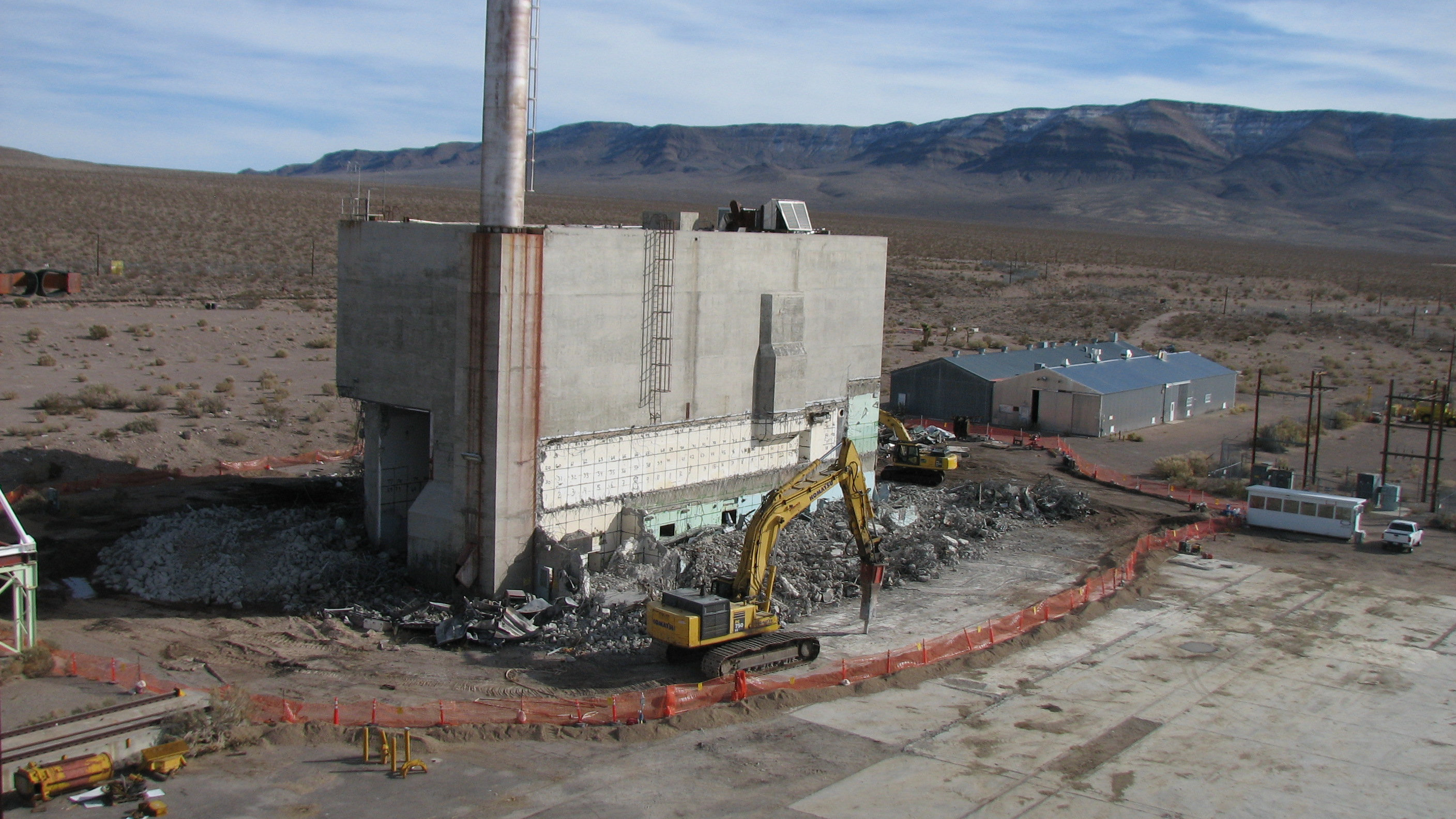
Demolición del R-MAD en diciembre de 2009.

Con el cierre de la SNPO, la Oficina de Operaciones de Nevada del Departamento de Energía asumió la responsabilidad de Jackass Flats. En 1973 y 1974 se llevó a cabo un estudio radiológico, seguido de una limpieza de la grave contaminación radiactiva en el RMSF, el R-MAD, el ETS-1 y las celdas de pruebas A y C. El E-MAD seguía en uso y no formó parte del proyecto. Entre 1978 y 1984 se gastaron 1,624 millones de dólares en actividades de limpieza. Entre los elementos altamente contaminados que se retiraron figuraban una tobera Phoebus y dos escudos de reactor de 24,9 toneladas (27,5 toneladas cortas) y dos de 14 toneladas (15 toneladas cortas) del R-MAD. Se llevaron a los centros de gestión de residuos radiactivos de las zonas 3 y 5. También se retiraron para su eliminación unos 5.563 metros cúbicos de tierra contaminada y 4.250 metros cúbicos de metal y hormigón contaminados. Otros 631 metros cúbicos de metal limpio y equipos se retiraron como residuos.
La celda de pruebas A fue demolida entre diciembre de 2004 y julio de 2005. Se retiraron materiales tóxicos y peligrosos, como asbestos y láminas que rodeaban conductos eléctricos con niveles de cadmio superiores a los límites de vertido. Se encontró pintura que contenía bifenilos policlorados (PCB), pero no por encima de los límites de vertido. Se encontraron y retiraron unas 27 toneladas (30 toneladas cortas) de ladrillos de plomo en varios lugares. También había algunos restos de uranio y plutonio. El principal reto fue la demolición del muro de protección de hormigón que contenía restos de europio-151, europio-153 y cobalto-59, que la absorción de neutrones transforma en europio-152, europio-154 y cobalto-60 radiactivos. Durante la demolición del muro, que se llevó a cabo con explosivos, hubo que evitar la formación de polvo radiactivo peligroso. La demolición de la instalación R-MAD comenzó en octubre de 2009 y finalizó en agosto de 2010.

## Resumen de las pruebas del reactor
Entre 1959 1972 se realizaron una docena de pruebas de las siguientes características:
| Reactor      | Fecha de prueba    | Inicios | Potencia plena media (MW) | Tiempo a plena potencia (s) | Temperatura del propulsante (cámara) (K) | Temperatura del propulsante (salida) (K) | Presión de la cámara (kPa) | Caudal (kg/s) | Impulso específico del vacío (s) |
| ------------ | ------------------ | ------- | ------------------------- | --------------------------- | ---------------------------------------- | ---------------------------------------- | -------------------------- | ------------- | -------------------------------- |
| Kiwi A       | Julio de 1959      | 1       | 70                        | 300                         |                                          | 1778                                     |                            | 3.2           | 724                              |
| Kiwi A Prime | Julio de 1960      | 1       | 88                        | 307                         |                                          | 2206                                     | 1125                       | 3.0           | 807                              |
| Kiwi A3      | Octubre de 1960    | 1       | 112.5                     | 259                         |                                          | 2172                                     | 1415                       | 3.8           | 800                              |
| Kiwi B1A     | Diciembre de 1961  | 1       | 225                       | 36                          |                                          | 1972                                     | 974                        | 9.1           | 763                              |
| Kiwi B1B     | Septiembre de 1962 | 1       | 880                       |                             |                                          | 2278                                     | 2413                       | 34.5          | 820                              |
| Kiwi B4A     | Noviembre 1962     | 1       | 450                       |                             |                                          | 1556                                     | 1814                       | 19.0          | 677                              |
| Kiwi B4D     | Mayo de 1964       | 1       | 915                       | 64                          | 2006                                     | 2378                                     | 3606                       | 31.1          | 837                              |
| Kiwi B4E     | Agosto de 1964     | 2       | 937                       | 480                         | 1972                                     | 2356                                     | 3427                       | 31.0          | 834                              |
| Phoebus 1A   | Junio de 1965      | 1       | 1090                      | 630                         | 2278                                     | 2444                                     | 3772                       | 31.4          | 849                              |
| Phoebus 1B   | Febrero de 1967    | 2       | 1290                      | 1800                        | 2094                                     | 2306                                     | 5075                       | 38.1          | 825                              |
| Phoebus 2A   | Junio de 1968      | 4       | 4082                      | 744                         | 2256                                     | 2283                                     | 3827                       | 119.0         | 821                              |
| Pewee        | Noviembre de 1968  | 3       | 503                       | 2400                        | 1803                                     | 2539                                     | 4344                       | 18.8          | 865                              |
| NF-1         | Junio de 1972      | 5       | 44                        | 6528                        |                                          | 2444                                     |                            | 1.7           | 849                              |